# Bảo tàng Prado
Bảo tàng Prado (/ˈprɑːdoʊ/ PRAH-doh; tiếng Tây Ban Nha: Museo del Prado [muˈseo ðel ˈpɾaðo]) hay còn có tên chính thức là Museo Nacional del Prado, là viện bảo tàng nghệ thuật nằm tại thủ đô Madrid nước Tây Ban Nha. Nơi đây được nhiều người coi là nơi lưu giữ một trong những bộ sưu tập nghệ thuật Châu Âu tốt nhất thế giới, có niên đại từ thế kỷ 12 đến đầu thế kỷ 20, dựa trên Bộ sưu tập Hoàng gia Tây Ban Nha trước đây, và bộ sưu tập nghệ thuật Tây Ban Nha tốt nhất. Bảo tàng được thành lập như một địa điểm tập trung hội họa và điêu khắc vào năm 1819, nó cũng chứa các bộ sưu tập quan trọng về các loại tác phẩm khác. Bảo tàng Prado là một trong những địa điểm được ghé thăm nhiều nhất trên thế giới và là một trong bảo tàng nghệ thuật lớn nhất trên thế giới. Nhiều tác phẩm của Francisco Goya, nghệ sĩ đơn lập nổi tiếng nhất, cũng như Hieronymus Bosch, El Greco, Peter Paul Rubens, Titian, và Diego Velázquez, là một số điểm nổi bật của bộ sưu tập. Velázquez cùng với con mắt tinh tường và khả năng nhạy bén của ông cũng chịu trách nhiệm đưa phần lớn bộ sưu tập tuyệt vời của các bậc thầy người Ý đến Tây Ban Nha, hiện là viện bảo tàng lớn nhất bên ngoài nước Ý.
Bộ sưu tập hiện bao gồm khoảng 8.200 bản vẽ, 7.600 bức tranh, 4.800 bản in và 1.000 tác phẩm điêu khắc, bên cạnh nhiều tác phẩm nghệ thuật và tài liệu lịch sử khác. Tính đến năm 2012, bảo tàng đã trưng bày khoảng 1.300 tác phẩm trong các tòa nhà chính, trong khi khoảng 3.100 tác phẩm được cho mượn tạm thời cho các bảo tàng và tổ chức chính thức khác nhau. Phần còn lại được cất giữ.
Do đại dịch COVID-19, năm 2020 lượng người tham quan đã giảm 76% xuống còn 852.161. Tuy nhiên, Prado vẫn được xếp hạng là bảo tàng được ghé thăm nhiều thứ 16 trong danh sách bảo tàng nghệ thuật được ghé thăm nhiều nhất trên thế giới vào năm 2020. một trong những viện bảo tàng lớn nhất ở Tây Ban Nha.
Prado, cùng với Bảo tàng Thyssen-Bornemisza gần đó và Museo Reina Sofía, tạo thành Tam giác vàng nghệ thuật của Madrid, được đưa vào danh sách Di sản thế giới UNESCO năm 2021.

## Lịch sử

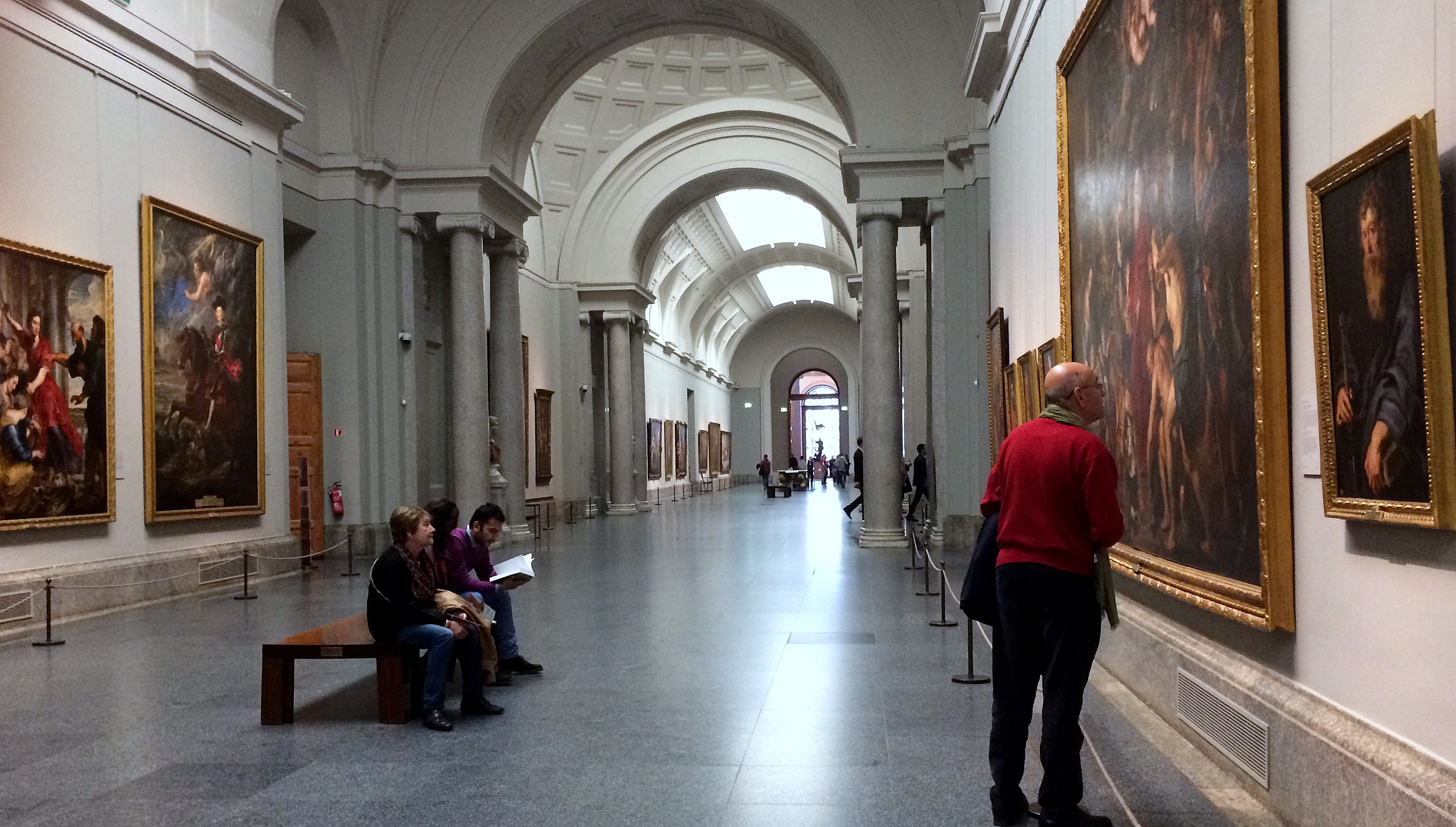
Sảnh triển lãm tầng một

Tòa nhà hiện là Museo Nacional del Prado được thiết kế vào năm 1785 do kiến trúc sư Juan de Villanueva của Khai sáng ở Tây Ban Nha theo lệnh của Charles III để làm nơi lưu trữ Natural History Cabinet. Tuy nhiên, chức năng cuối cùng của tòa nhà vẫn chưa được quyết định cho đến khi cháu trai của quốc vương là Ferdinand VII được vợ ông là Nữ hoàng María Isabel de Braganzakhuyến khích, ông quyết định sử dụng nơi này thành một Bảo tàng Hoàng gia mới lưu trữ tranh và tác phẩm điêu khắc. Bảo tàng Hoàng gia, sau này gọi là Bảo tàng Quốc gia về Hội họa và Điêu khắc, và tiếp theo là Museo Nacional del Prado (Bảo tàng Quốc gia Prado), mở cửa cho công chúng lần đầu tiên vào tháng 11 năm 1819. Bảo tàng được tạo ra với mục đích kép là trưng bày các tác phẩm nghệ thuật thuộc về Hoàng triều Tây Ban Nha và để chứng minh cho phần còn lại của châu Âu rằng nghệ thuật Tây Ban Nha có giá trị ngang bằng với bất kỳ trường học quốc gia nào khác. Ngoài ra, bảo tàng này cần một số lần tu sửa trong thế kỷ 19 và 20, vì sự gia tăng của bộ sưu tập cũng như sự gia tăng của công chúng muốn xem tất cả các bộ sưu tập mà Bảo tàng lưu trữ.

## Lịch sử kiến trúc

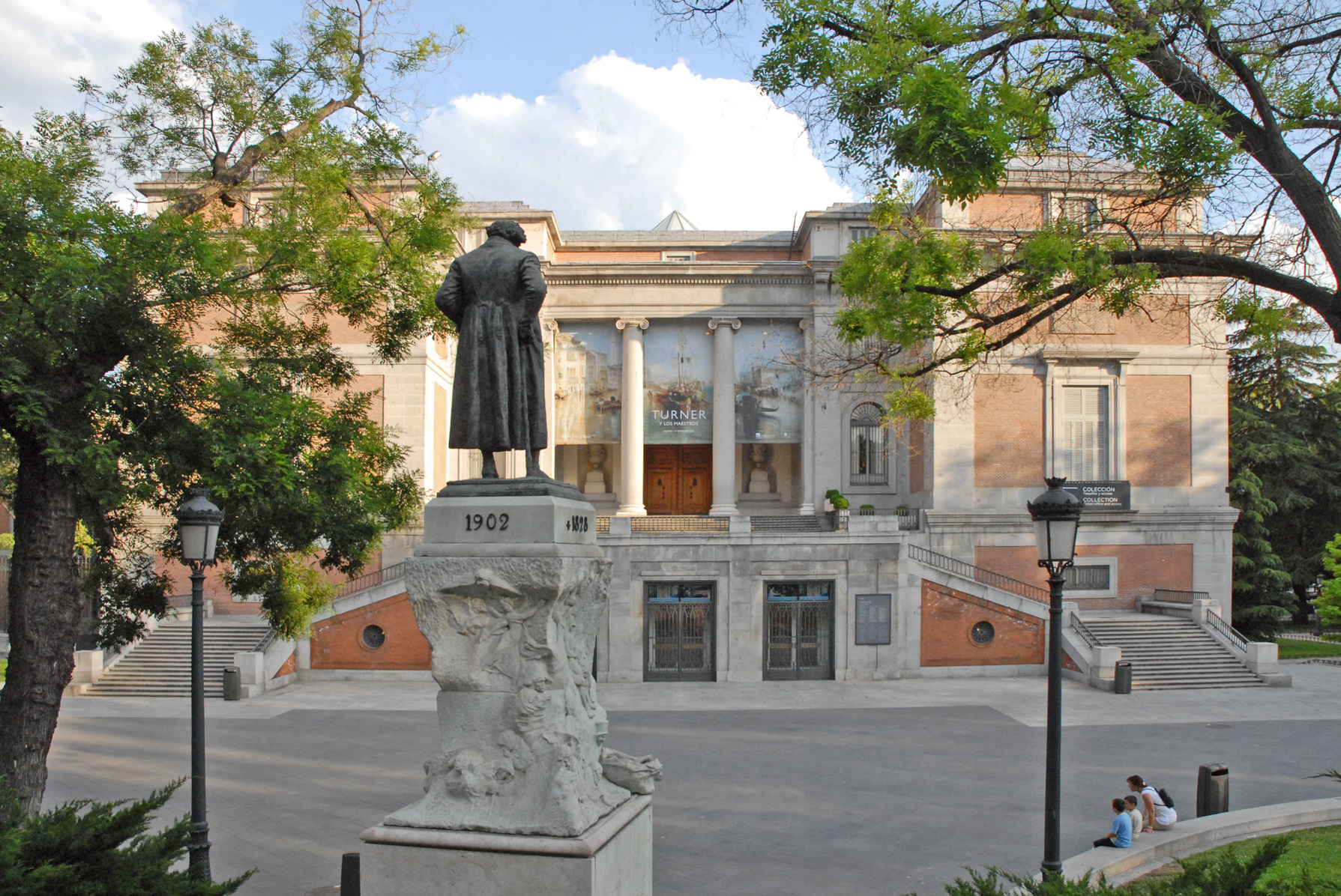
Cổng Goya ở mặt tiền phía bắc của bảo tàng.

Museo del Prado là một trong những tòa nhà được xây dựng dưới thời Charles III (Carlos III) trị vì, đây là một phần của kế hoạch thiết kế nhằm ban tặng cho Madrid một không gian đô thị hoành tráng. Tòa nhà chứa Bảo tàng Prado ban đầu do José Moñino y Redondo, bá tước Floridablanca lên ý tưởng và được Charles III ủy quyền vào năm 1785 cho công trình reurbanización của Paseo del Prado. Để đạt được mục tiêu này, Charles III đã phải kêu gọi một trong những kiến trúc sư yêu thích của ông là Juan de Villanueva, tác giả của Vườn Bách thảo và Tòa thị chính Madrid gần đó.

## Triển lãm đặc biệt
Trong khoảng thời gian từ ngày 8 tháng 11 năm 2011 đến ngày 25 tháng 3 năm 2012, một nhóm 179 tác phẩm nghệ thuật đã được mang đến Museo del Prado từ Bảo tàng Hermitage ở St. Petersburg. Tác phẩm đáng chú ý bao gồm:
- A Scholar (1631), của Rembrandt
- The Lute Player (c. 1596), của Caravaggio
- Ecstasy of Saint Teresa (1647), của Bernini
- Game of Bowls (1908), của Henri Matisse
- Bouquet of Cornflowers with Stems of Oats in a Vase (c. 1900), của House of Fabergé
- Pond at Montgeron (1876), của Claude Monet
- Belt buckle with a monster attacking a horse, (Thế kỷ 4 - 3 trước Công nguyên), (đồ trang trí bằng vàng từ Bộ sưu tập Siberian của Peter I)
- Moonrise, Two Men on the Shore (c. 1900), của Caspar David Friedrich
- Composition VI (1913), của Wassily Kandinsky
- Metaphysical Still life (1918), của Giorgio Morandi

Ngược lại, lần đầu tiên trong lịch sử 200 năm của mình, Museo del Prado đã tổ chức triển lãm bộ sưu tập các kiệt tác Ý nổi tiếng tại Phòng trưng bày Quốc gia Victoria ở Melbourne, Úc, từ ngày 16 tháng 5 năm 2014 đến ngày 31 tháng 8 năm 2014. Nhiều tác phẩm chưa bao giờ rời khỏi Tây Ban Nha trước đây.

## Quản lý

### Giám đốc
Bốn giám đốc đầu tiên xuất thân từ giới quý tộc. Từ năm 1838 đến năm 1960, các giám đốc hầu hết là các nghệ sĩ. Kể từ đó, hầu hết họ đều là người thuộc sử học nghệ thuật.
- The Marquess of Santa Cruz, 1817–1820
- The Prince of Anglona, 1820–1823
- José Idiáquez Carvajal [es], 1823–1826
- The Duke of Híjar, 1826–1838
- José de Madrazo, 1838–1857
- Juan Antonio de Ribera, 1857–1860
- Federico de Madrazo, 1860–1868
- Antonio Gisbert, 1868–1873
- Francisco Sans Cabot, 1873–1881
- Federico de Madrazo, 1881–1894
- Vicente Palmaroli, 1894–1896
- Francisco Pradilla, 1896–1898
- Luis Álvarez Catalá, 1898–1901
- José Villegas Cordero, 1901–1918
- Aureliano de Beruete y Moret, 1918–1922
- Fernando Álvarez de Sotomayor, 1922–1931
- Ramón Pérez de Ayala, 1931–1936
- Pablo Ruiz Picasso, 1936–1939
- Fernando Álvarez de Sotomayor, 1939–1960
- Francisco Javier Sánchez Cantón, 1960–1968
- Diego Angulo Íñiguez, 1968–1971
- Xavier de Salas Bosch [es], 1971–1978
- José Manuel Pita Andrade [es], 1978–1981
- Federico Sopeña [es], 1981–1983
- Alfonso Pérez Sánchez [es], 1983–1991
- Felipe Garín Llombart [es], 1991–1993
- Francisco Calvo Serraller, 1993–1994
- José María Luzón Nogué [es], 1994–1996
- Fernando Checa Cremades [es], 1996–2002
- Miguel Zugaza Miranda [es], 2002–2017
- Miguel Falomir [es], 2017 – nay

## Những tác phẩm nổi bật nhất bộ sưu tập

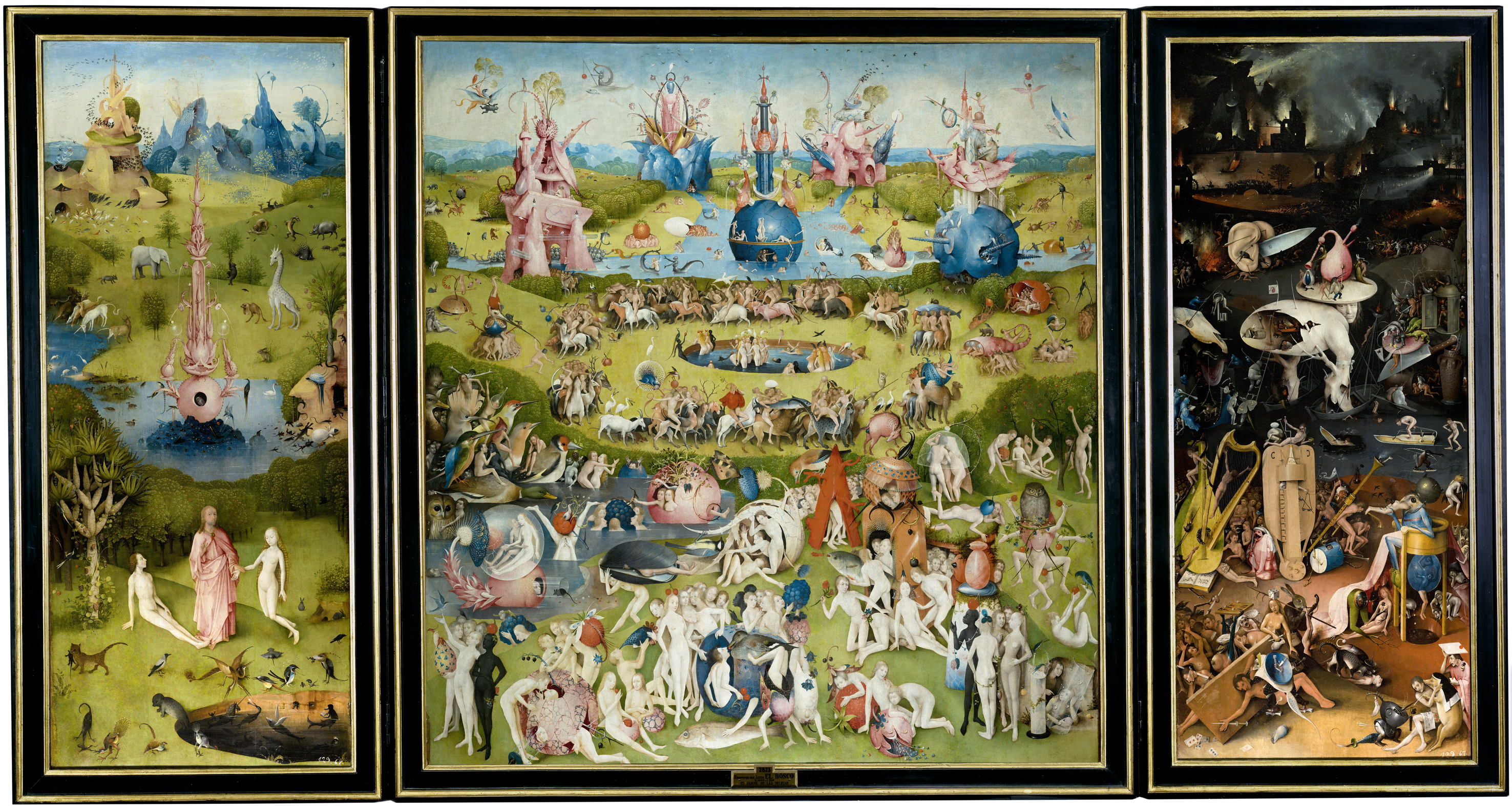
Hieronymus Bosch, The Garden of Earthly Delights, giữa 1480 và 1505.

Diego Velázquez, Las Meninas, giữa 1656 và 1657.

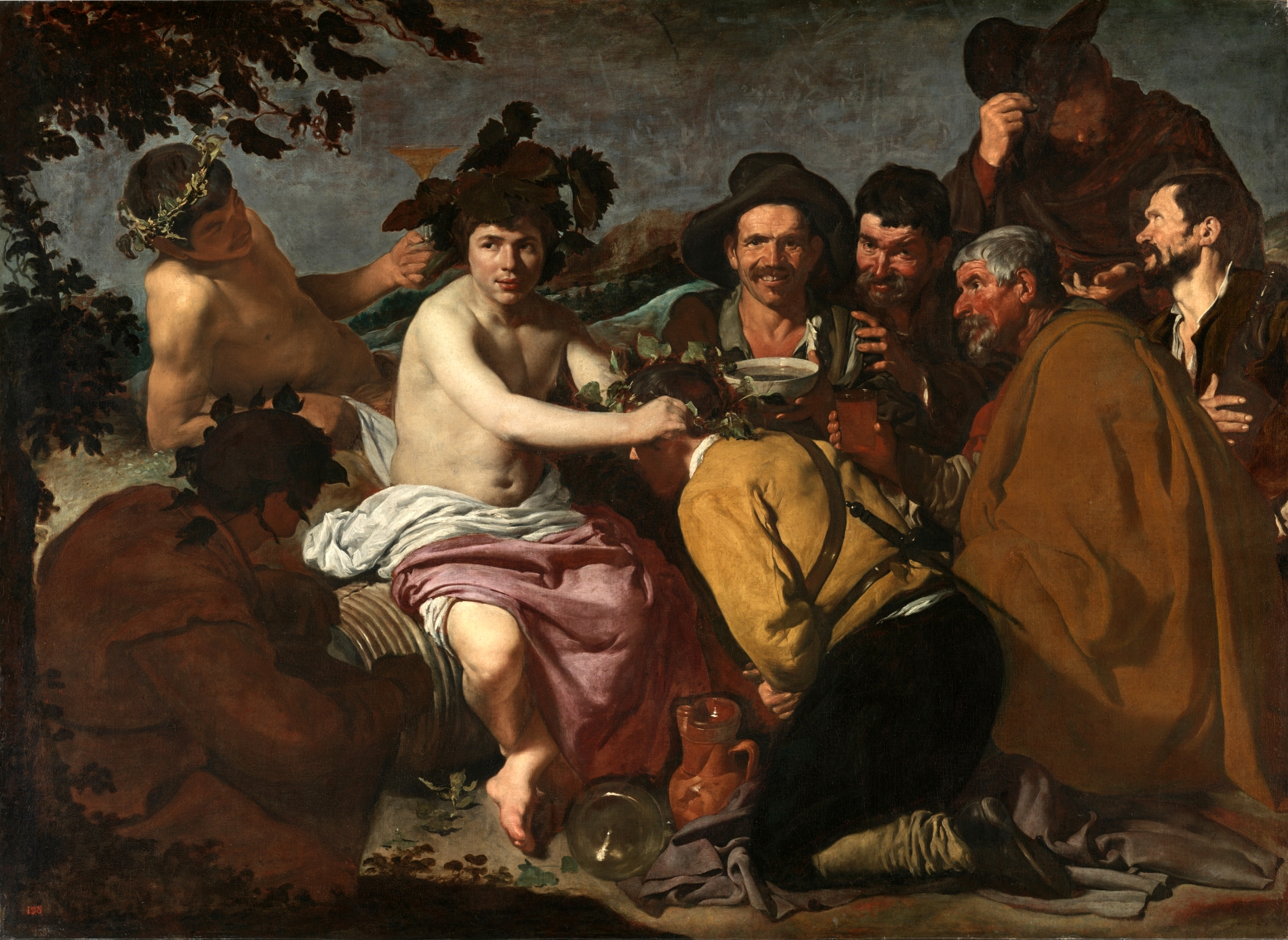
Diego Velázquez, The Triumph of Bacchus, 1628–29

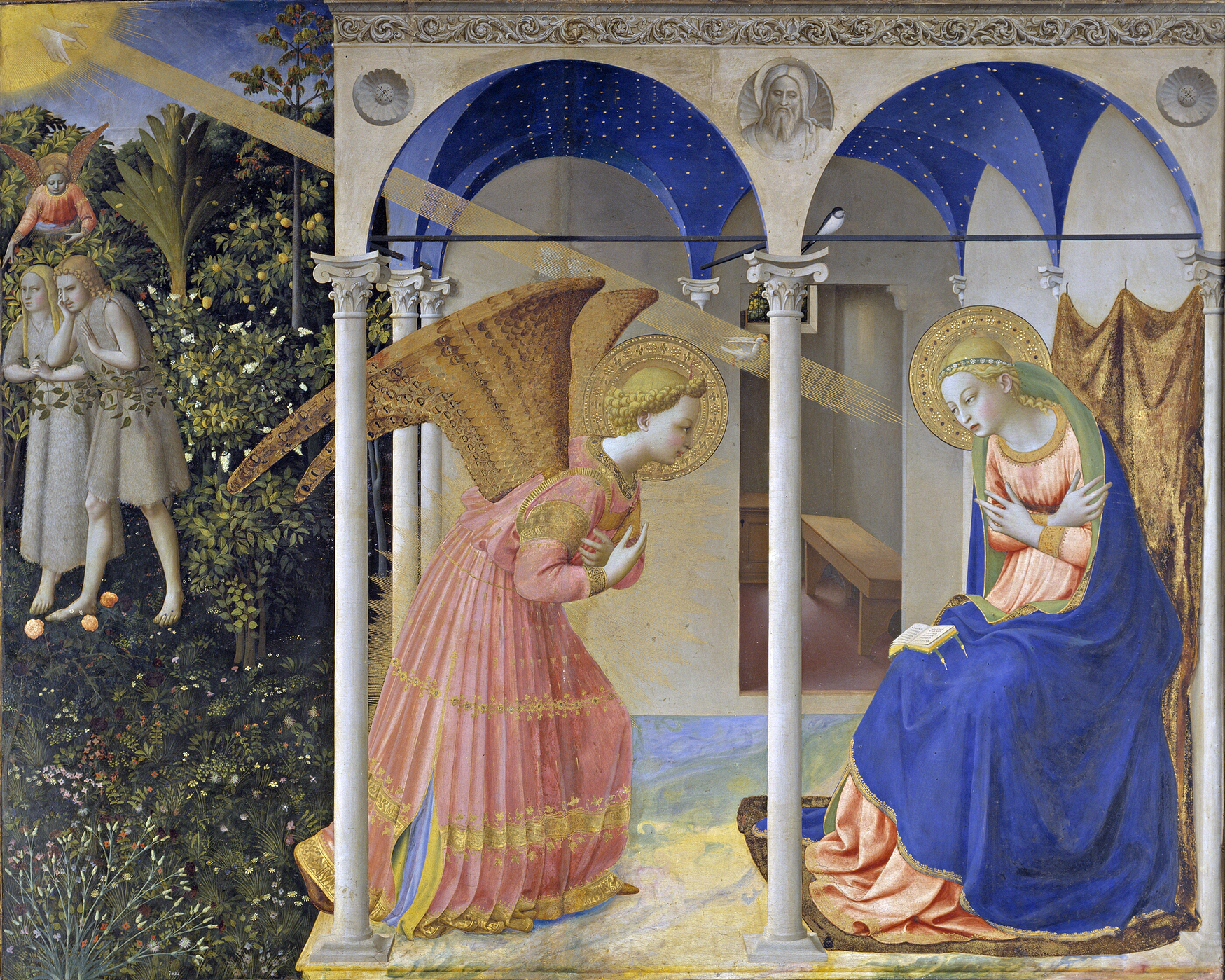
Fra Angelico, Annunciation, 1430–32

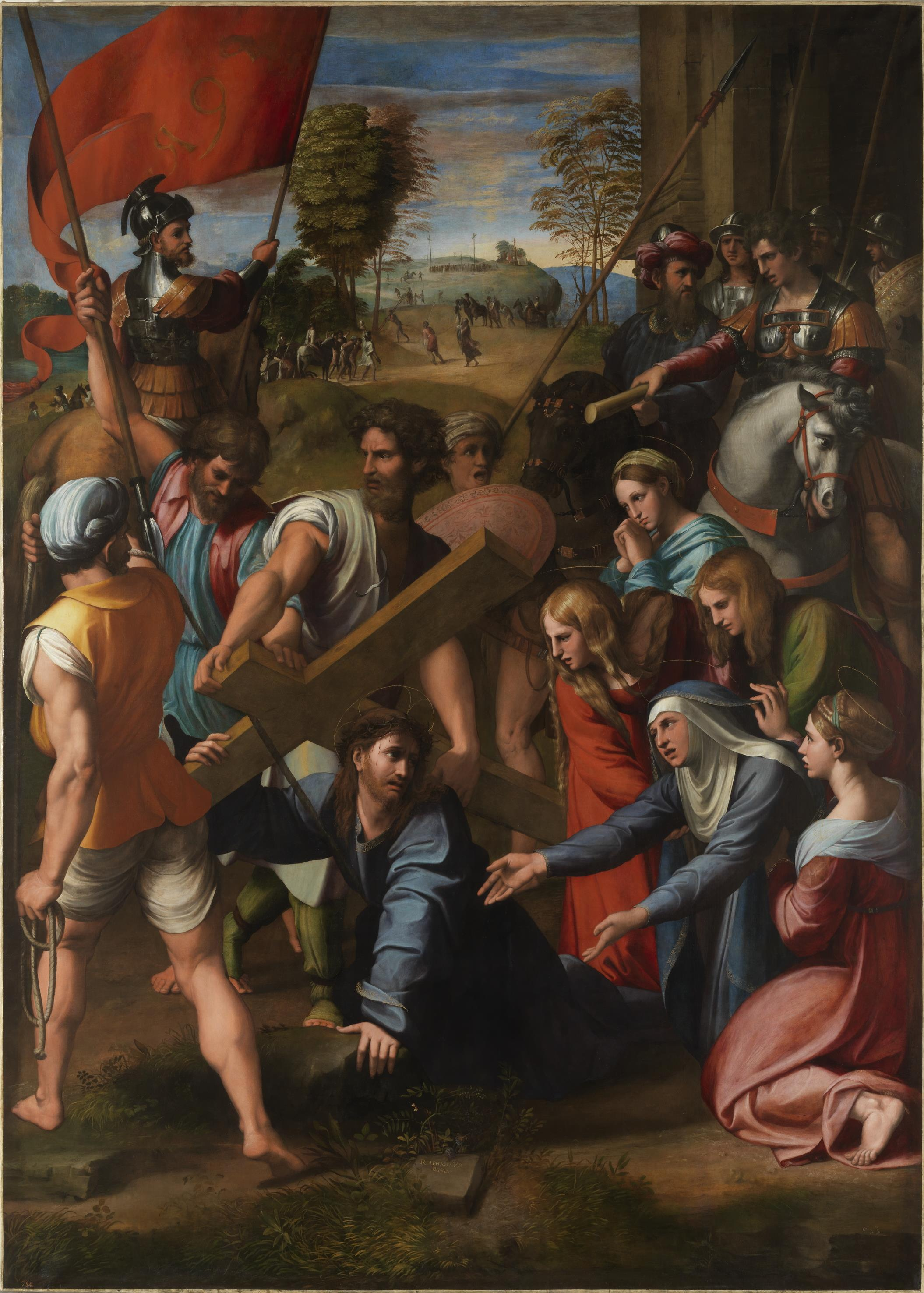
Raphael, Christ Falling on the Way to Calvary, 1517

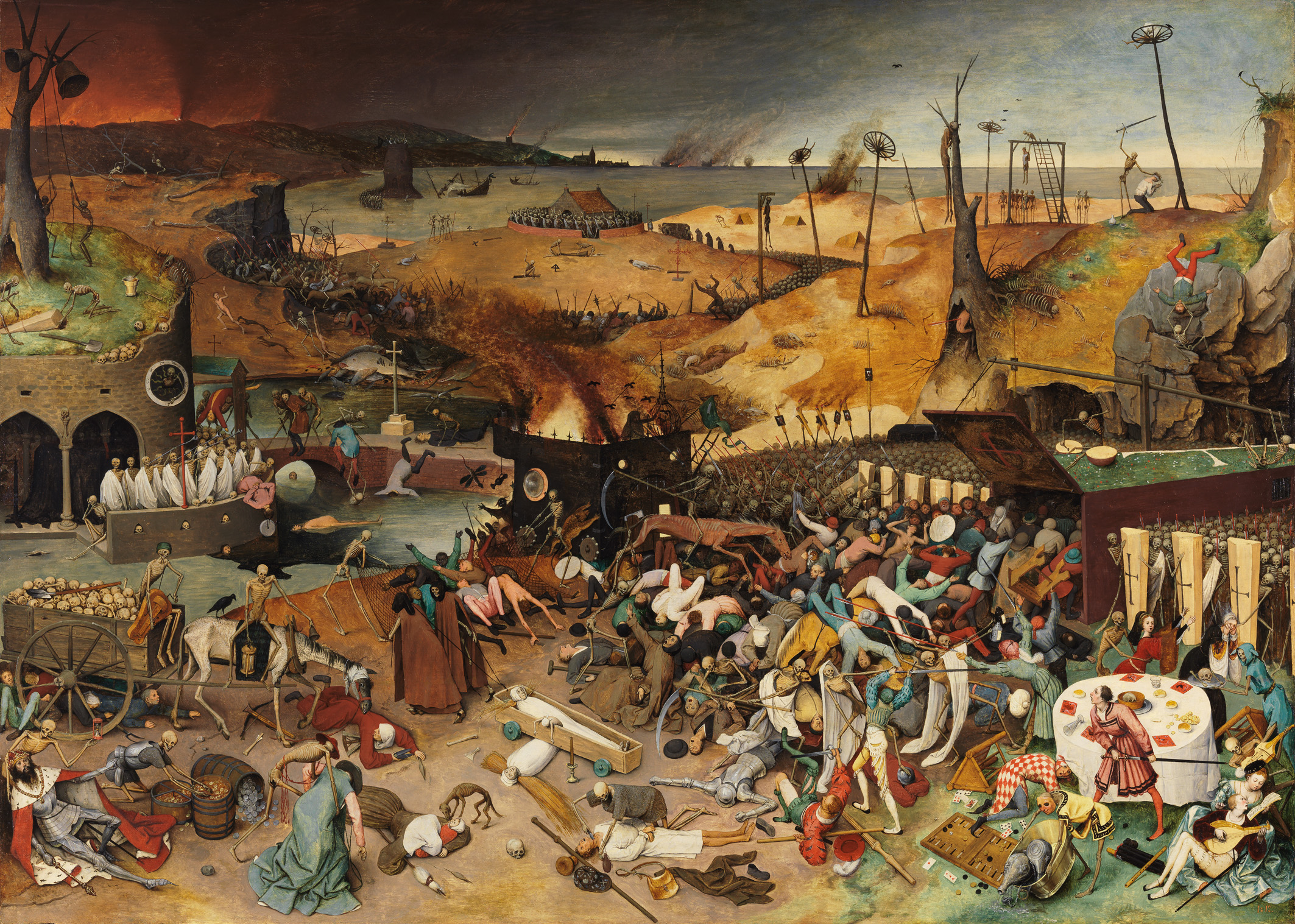
Pieter Bruegel the Elder, The Triumph of Death, c. 1562

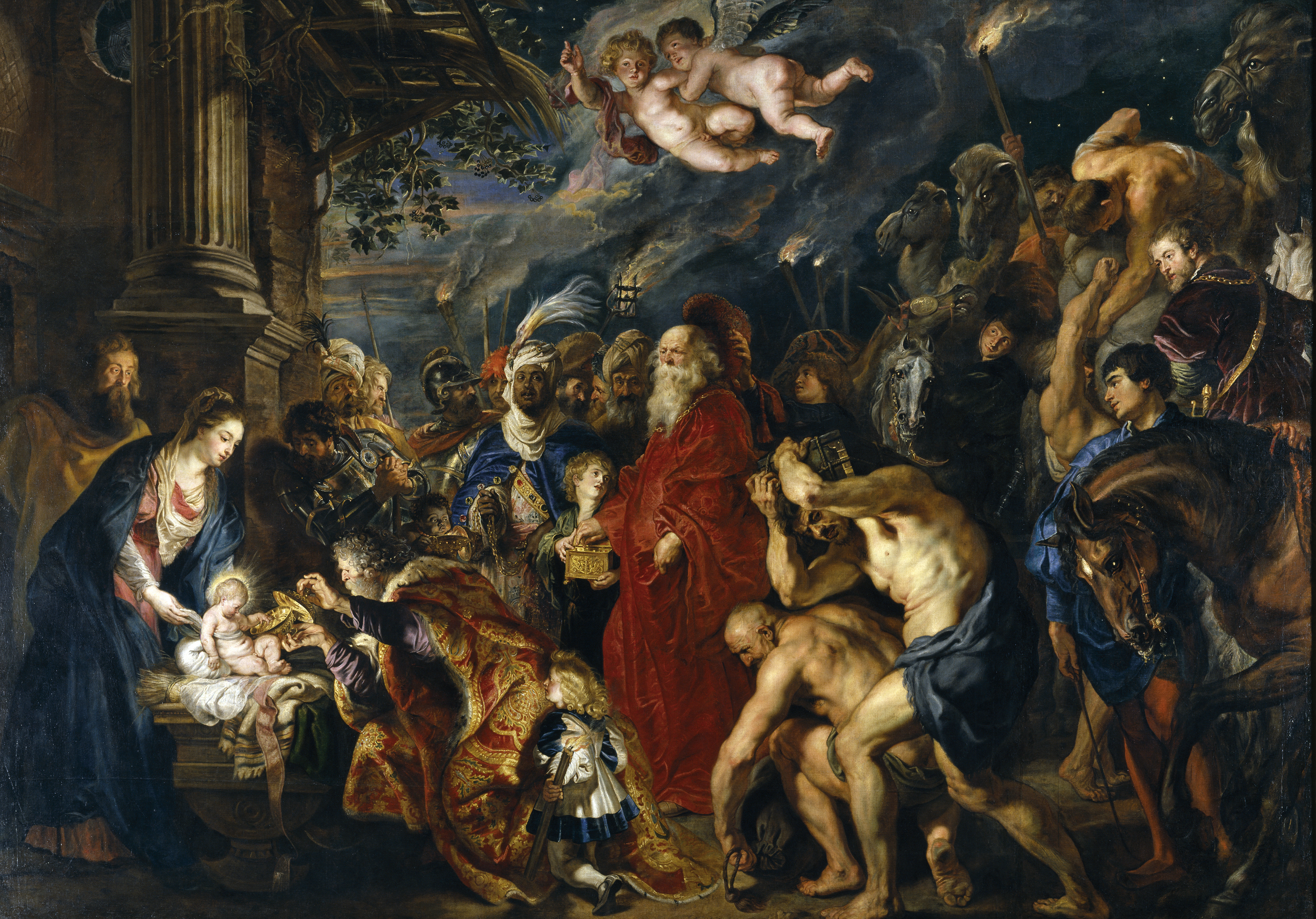
Peter Paul Rubens, The Adoration of the Magi, 1609/1628-1629

Peter Paul Rubens, The Three Graces, c.1635

### Tác phẩm chọn lọc

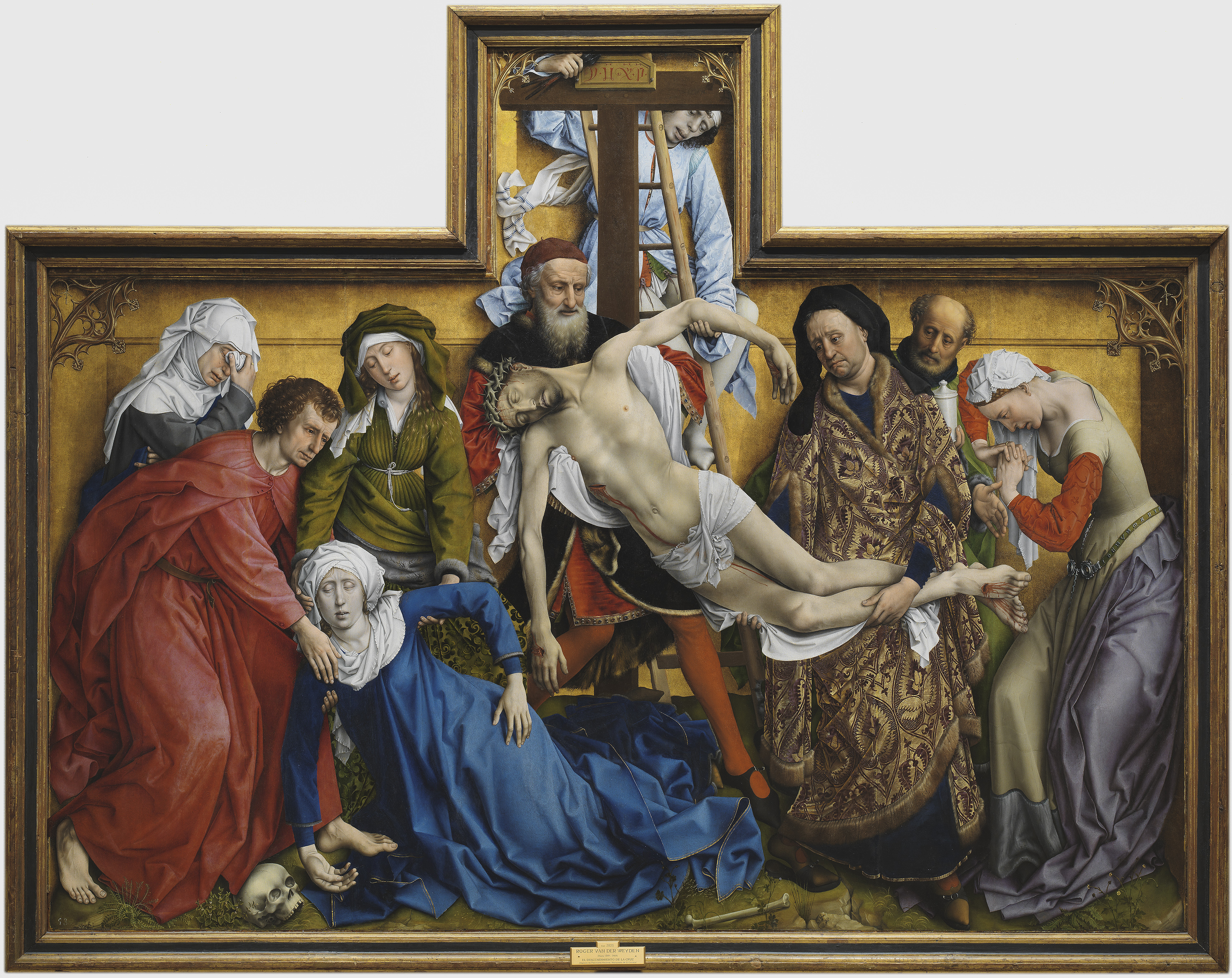
Rogier van der Weyden, The Descent from the Cross, c. 1435
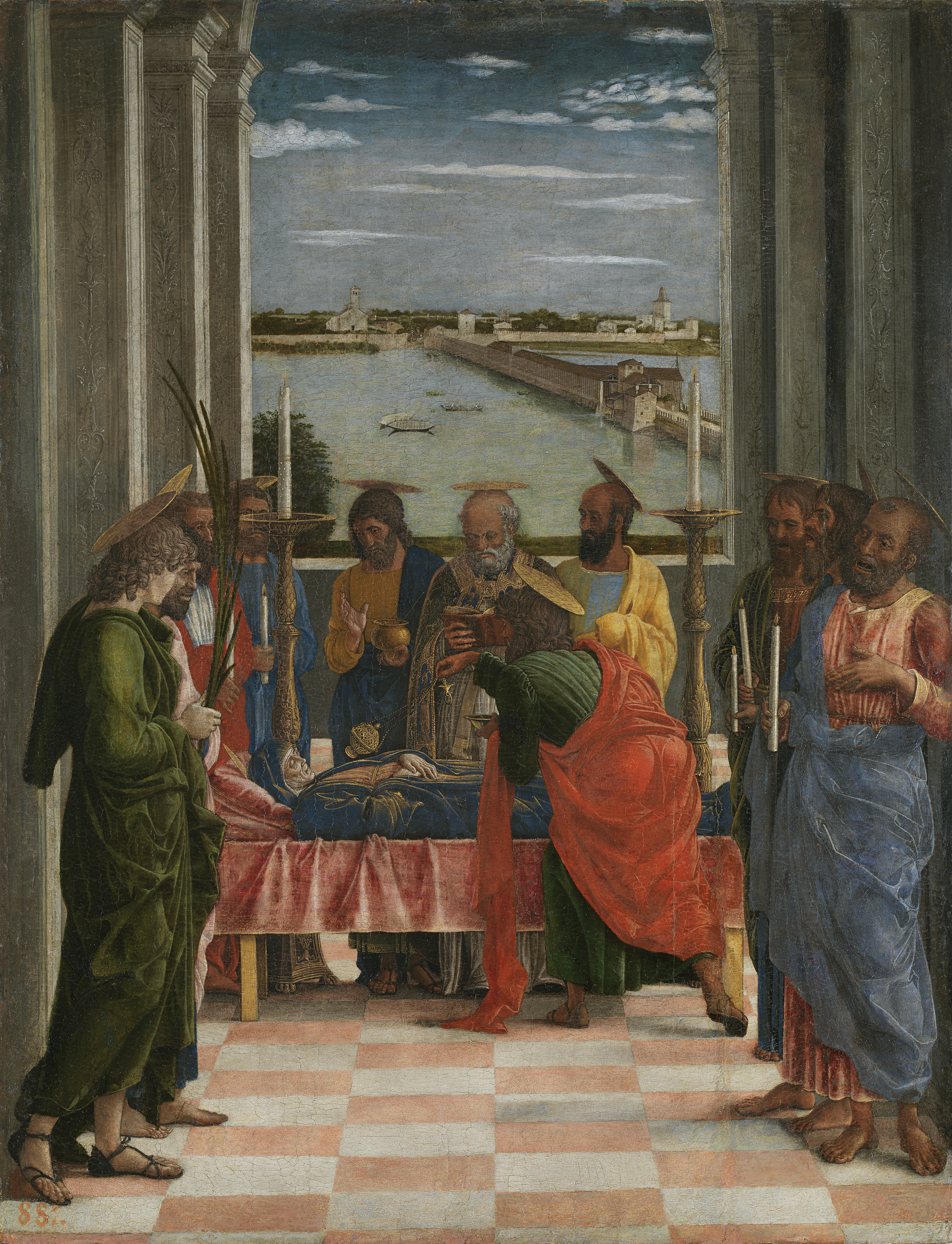
Andrea Mantegna, Death of the Virgin, c. 1461
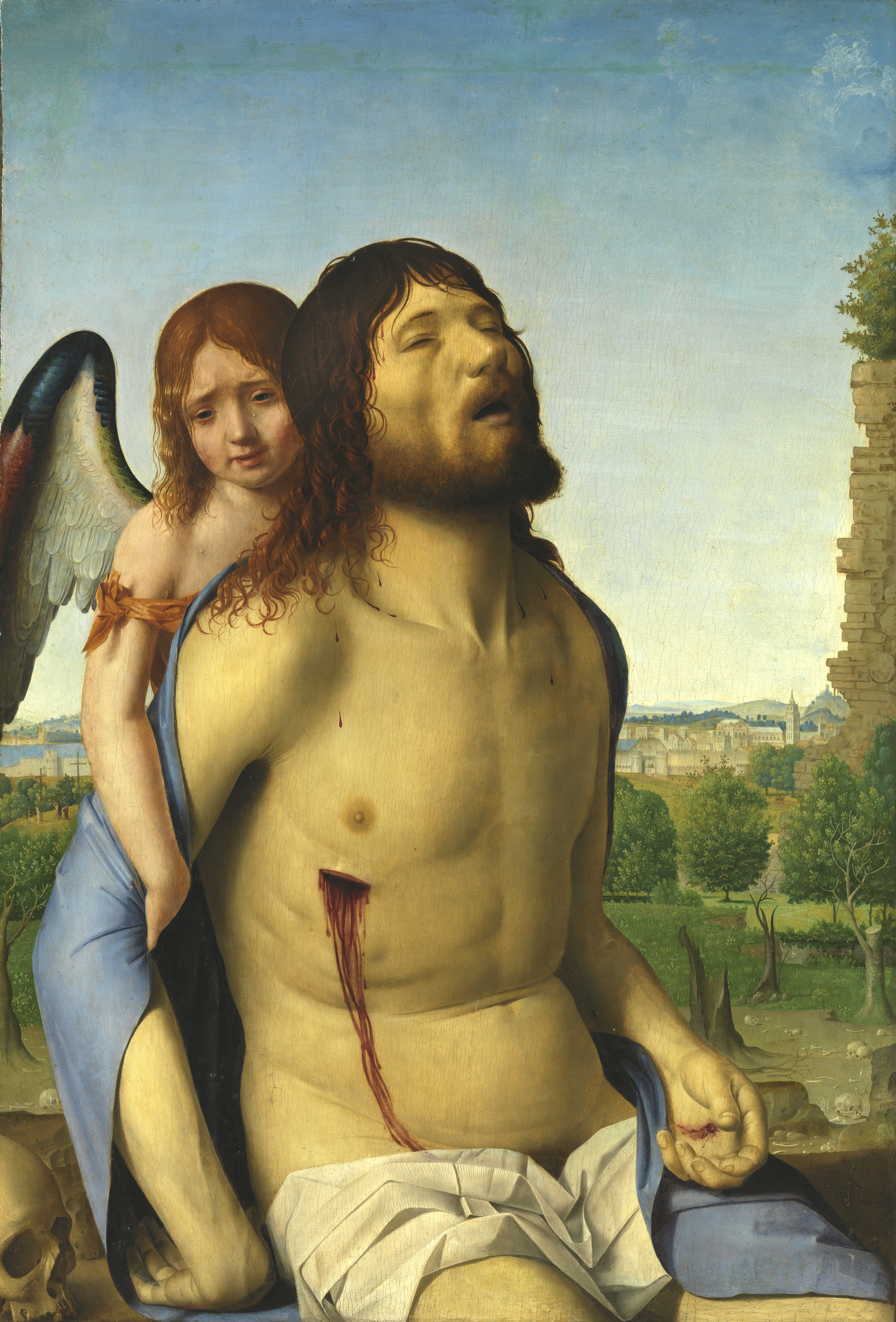
Antonello da Messina, The Dead Christ Supported by an Angel, c. 1475
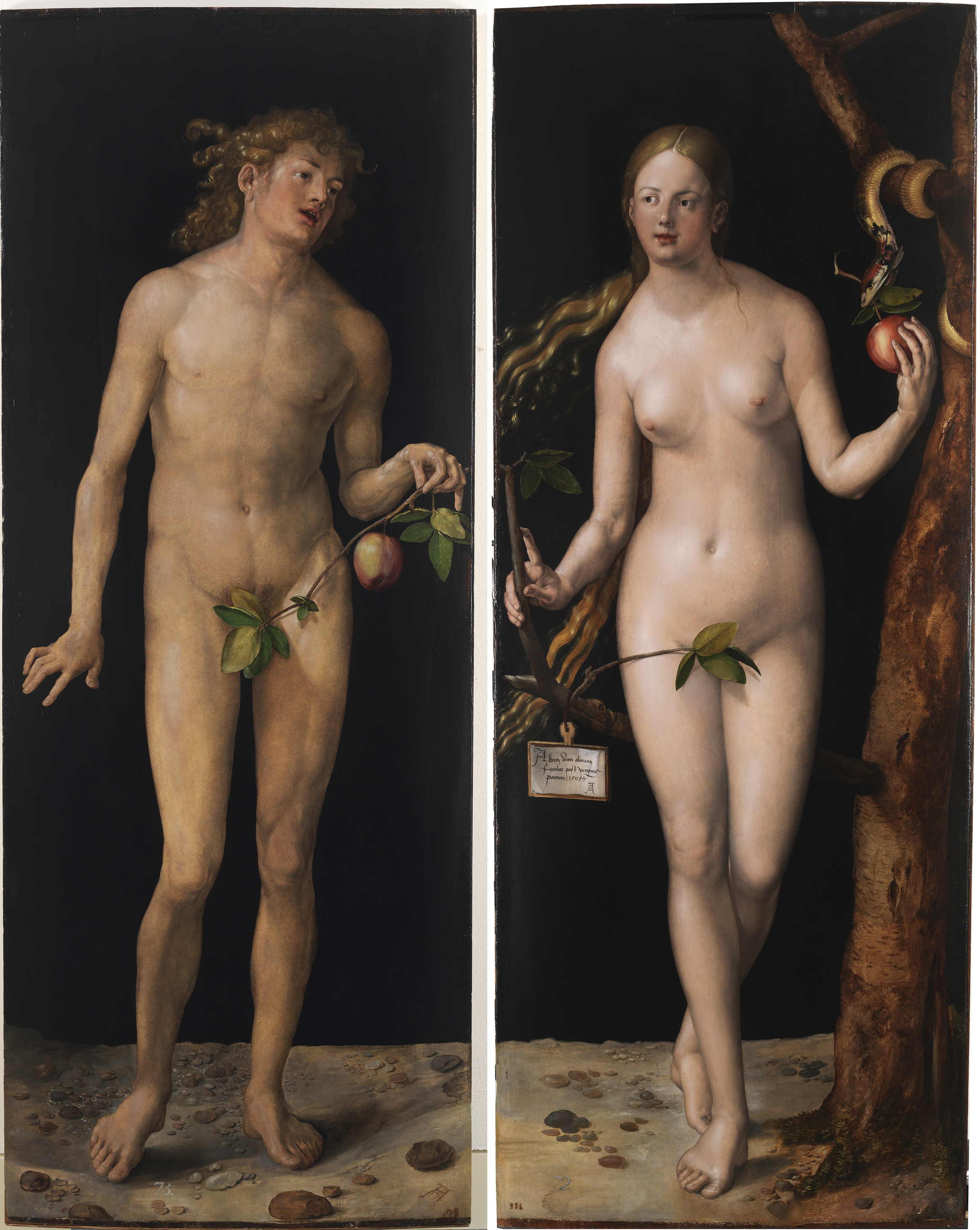
Albrecht Dürer Adam and Eve, 1507
Raphael, Portrait of a Cardinal, c. 1510–11
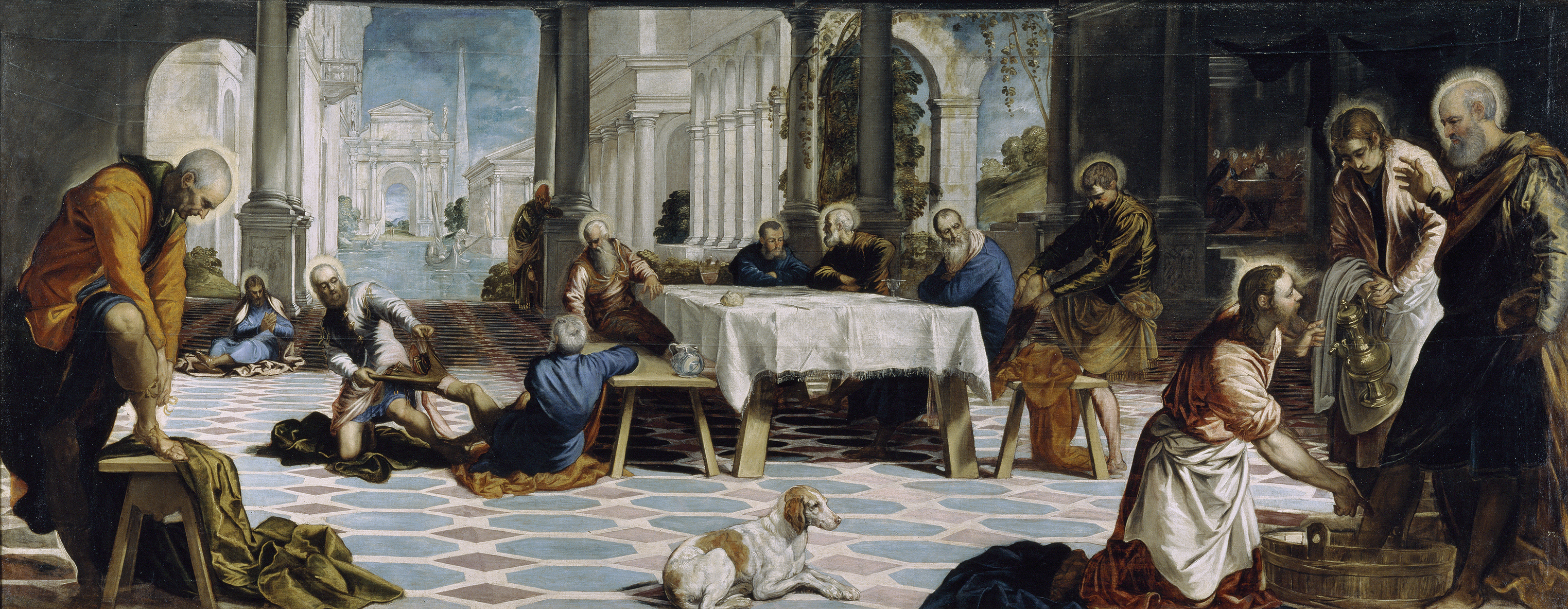
Tintoretto, Christ Washing the Disciples' Feet, c. 1518
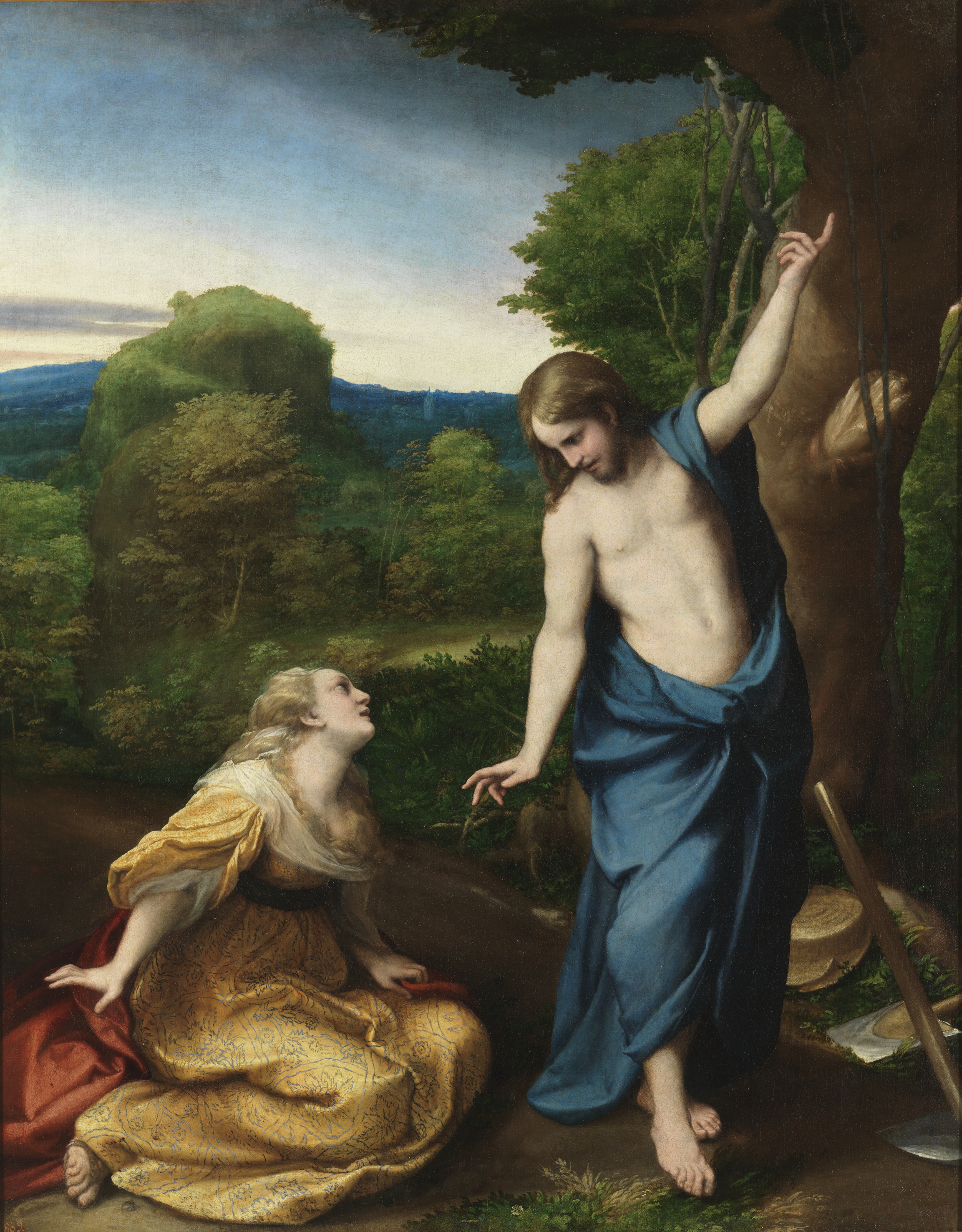
Correggio, Noli me tangere, c. 1525
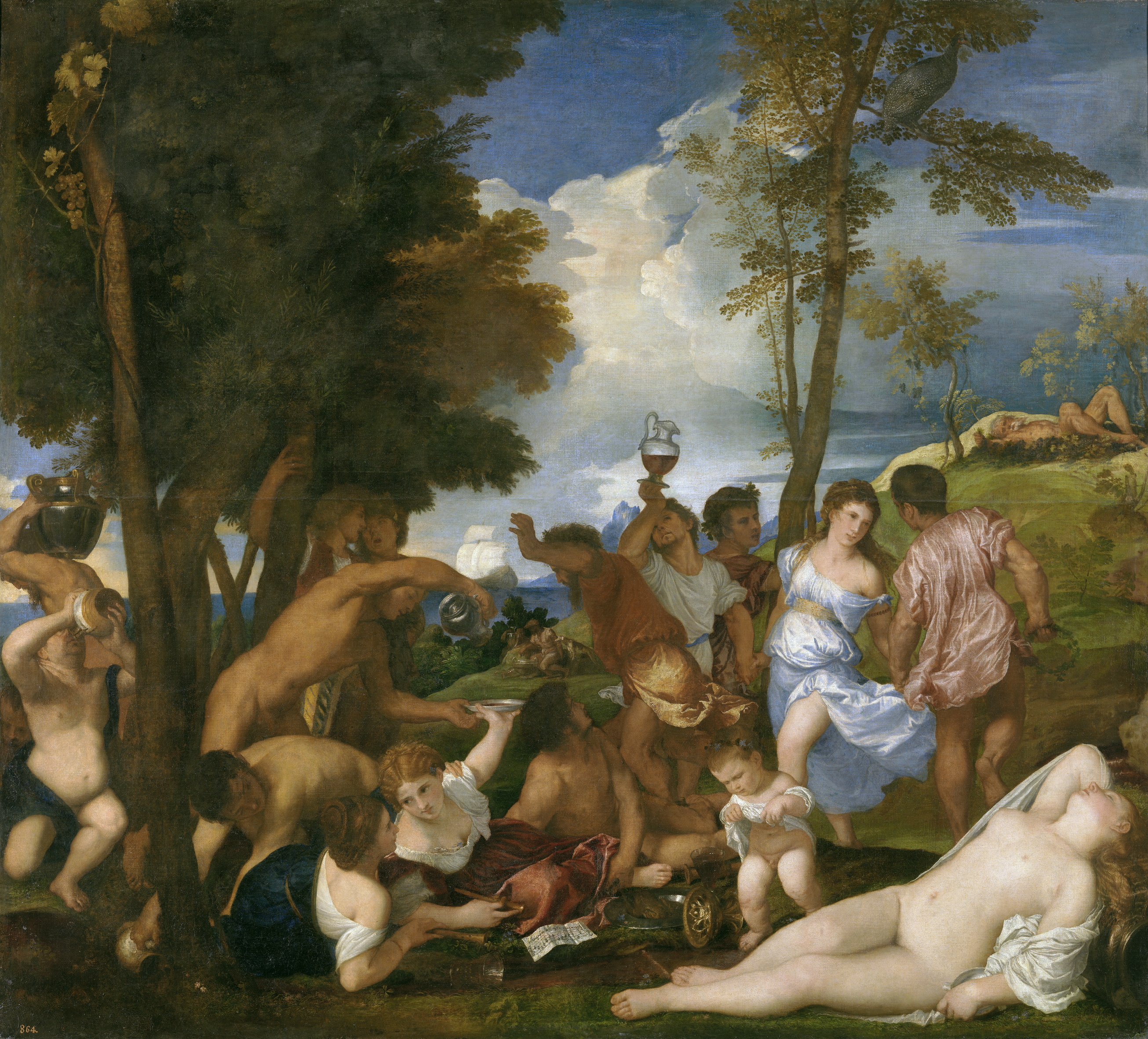
Titian, Bacchanal of the Andrians, c. 1523–1526
Titian, Equestrian Portrait of Charles V, c. 1548
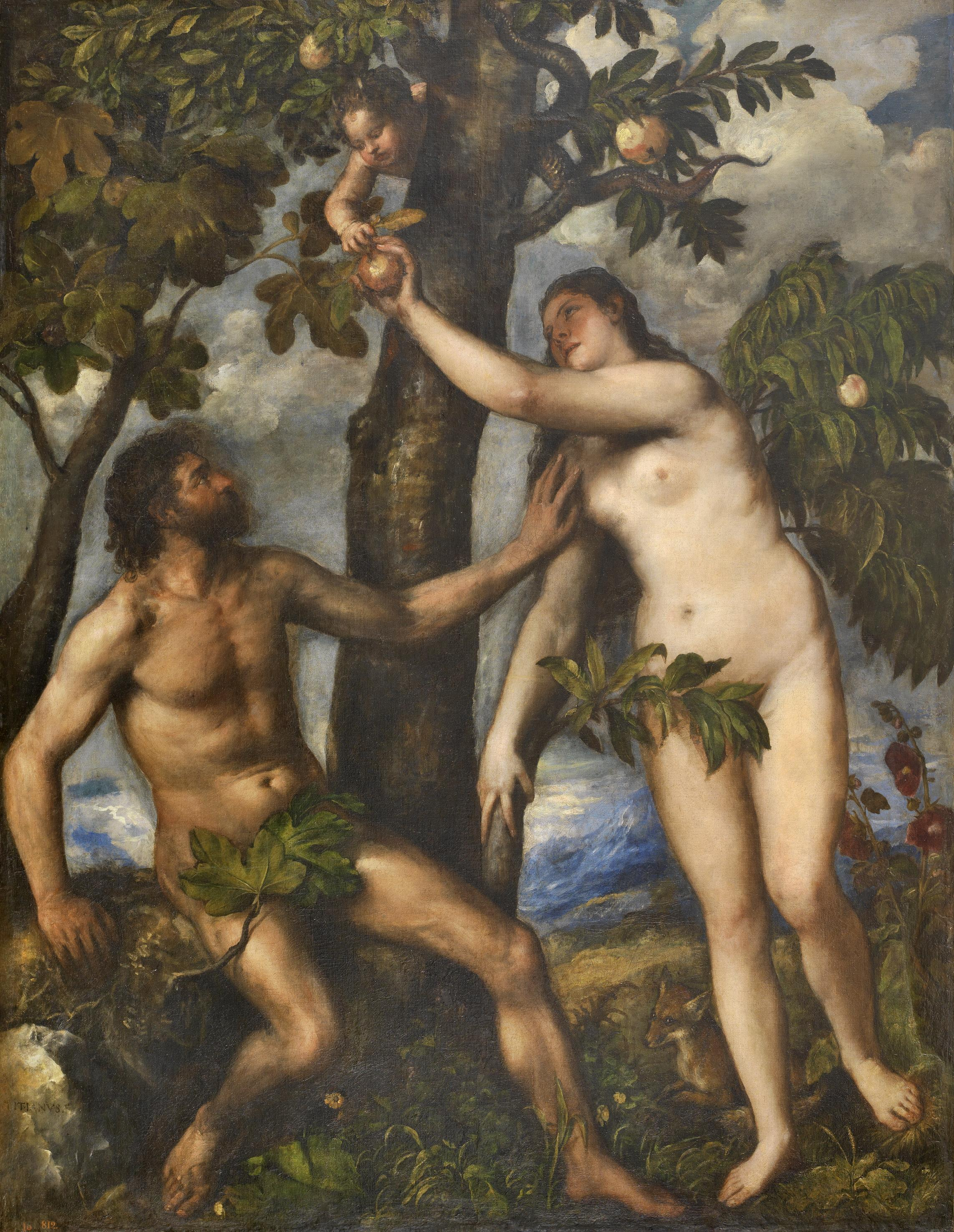
Titian, The Fall of Man, c. 1570
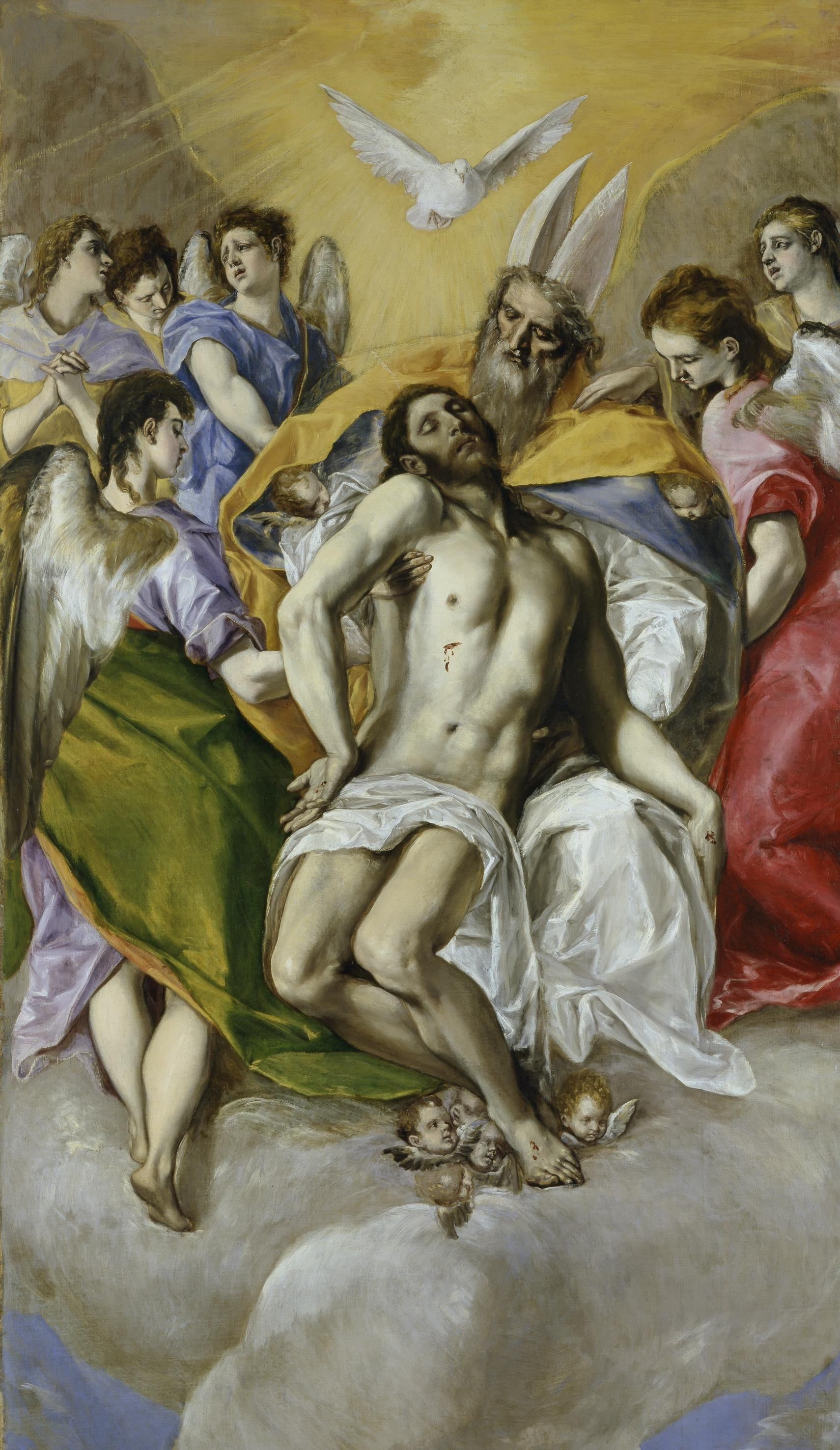
El Greco, The Holy Trinity, 1577–1579
El Greco, The Knight with His Hand on His Breast, c. 1580
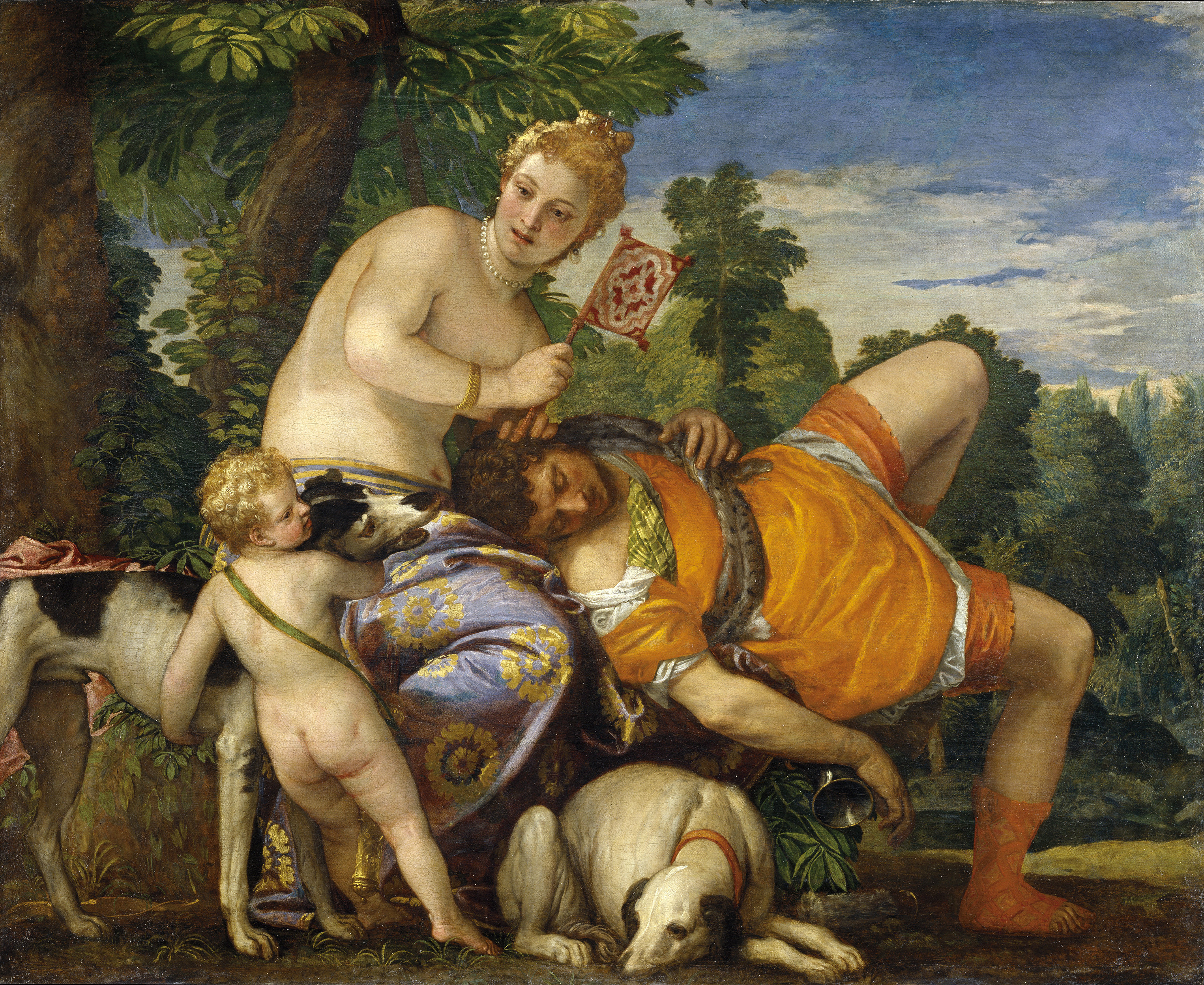
Paolo Veronese, Venus and Adonis, c. 1580
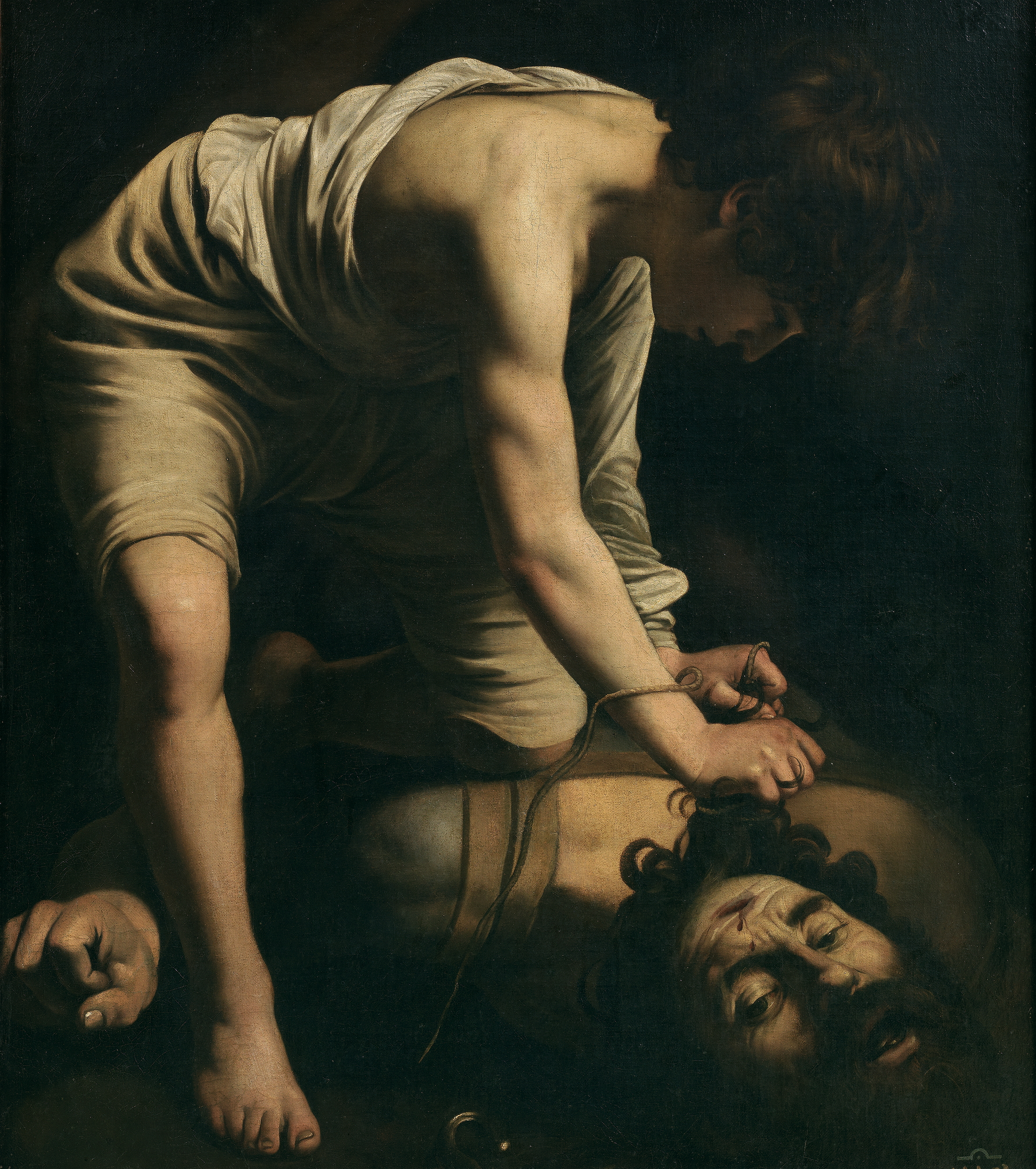
Caravaggio, David and Goliath, 1600
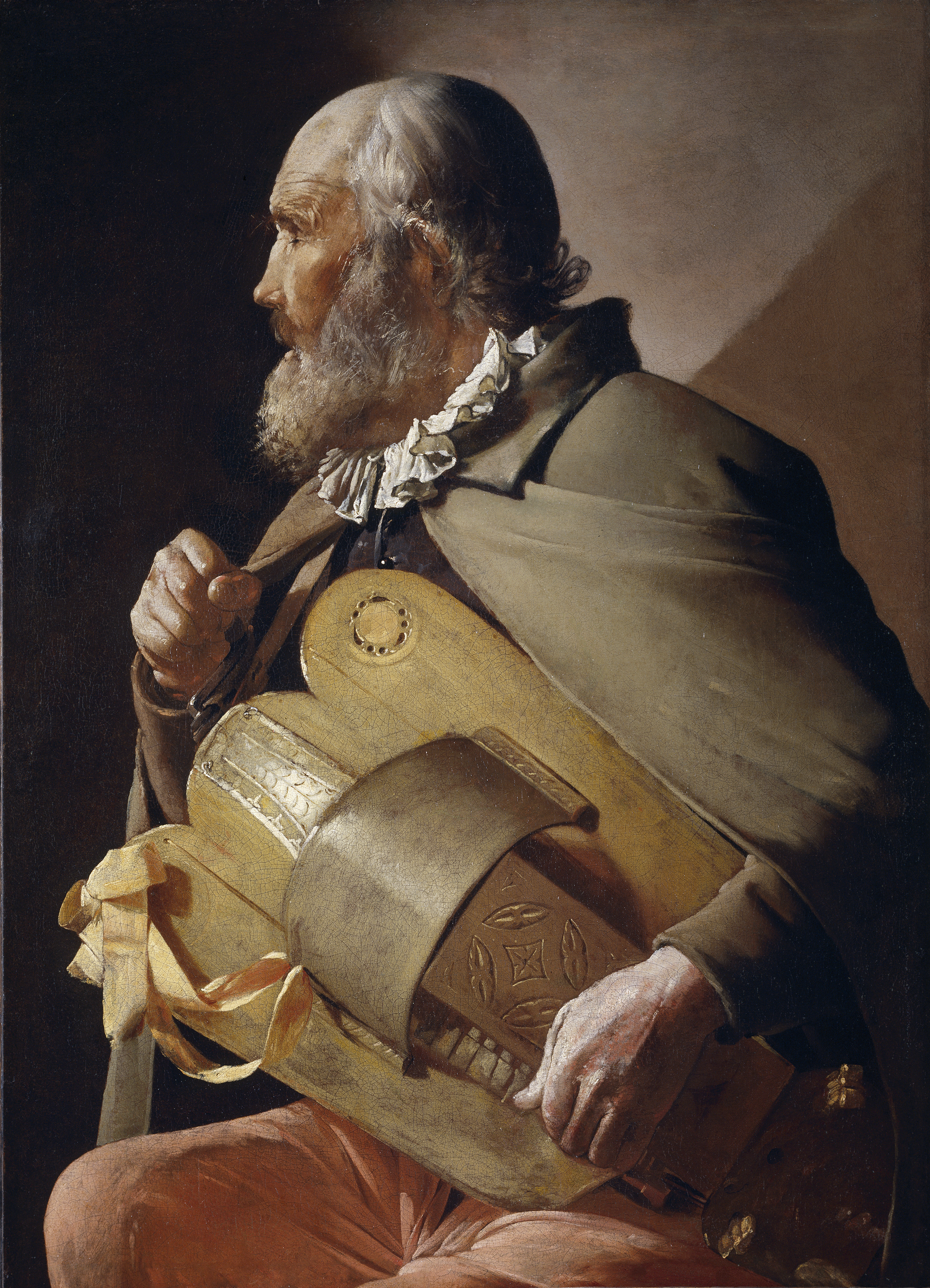
Georges de La Tour, Ciego tocando la zanfonía, 1610–1630
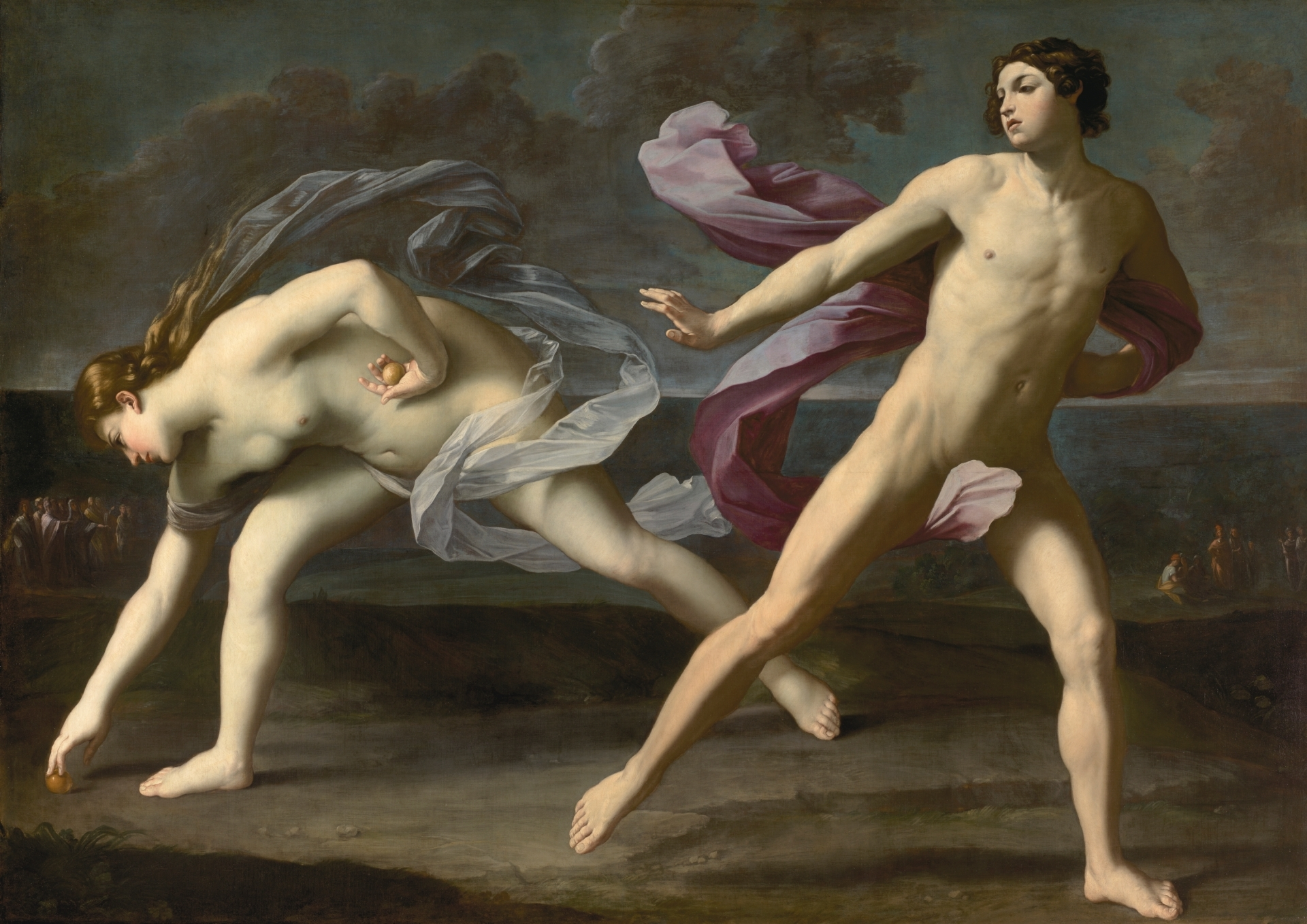
Guido Reni, Hipómenes y Atalanta, 1618–19
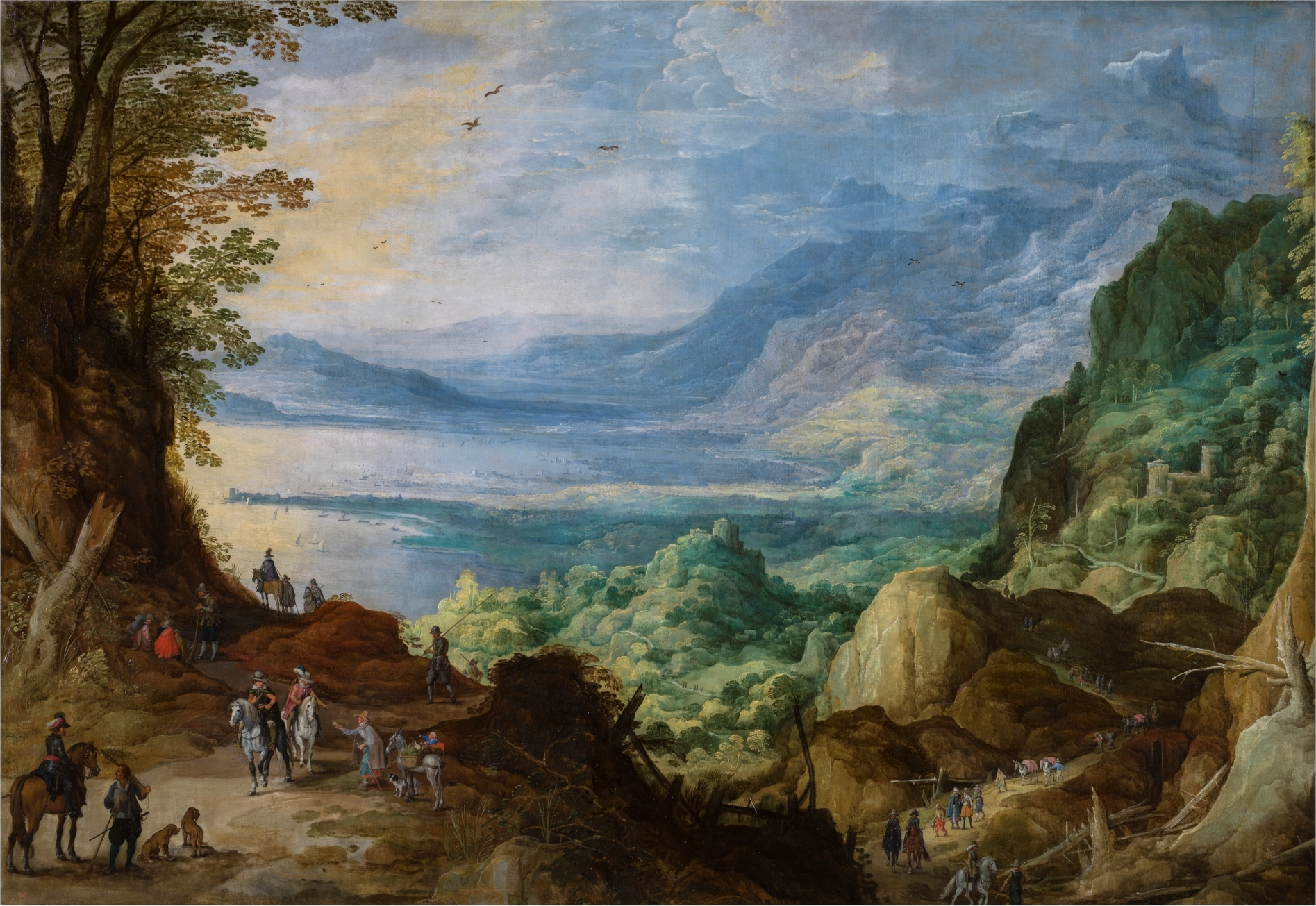
Joos de Momper, Landscape with Sea and Mountains, c. 1623
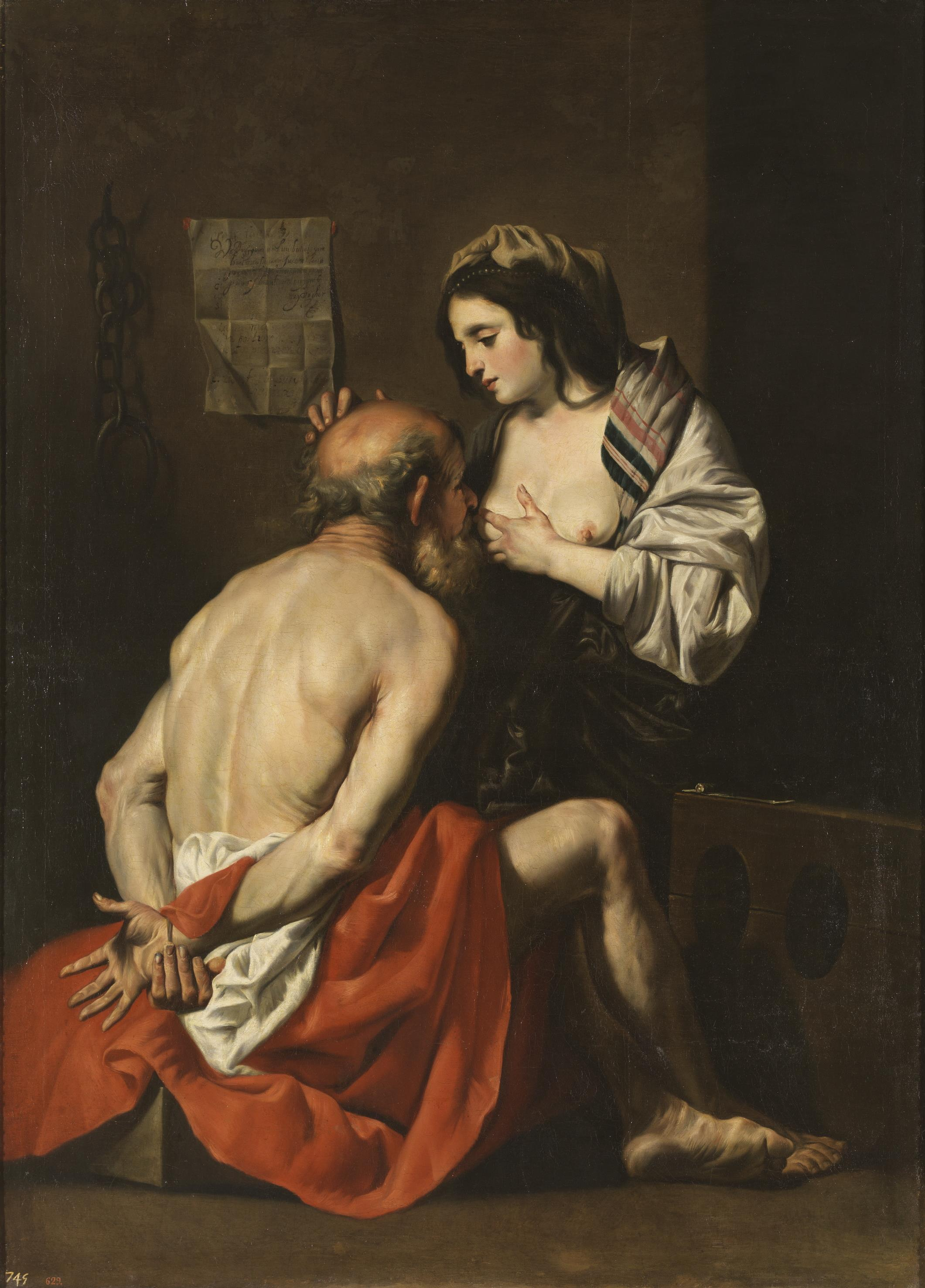
Gaspar de Crayer, Caritas Romana, ca. 1625
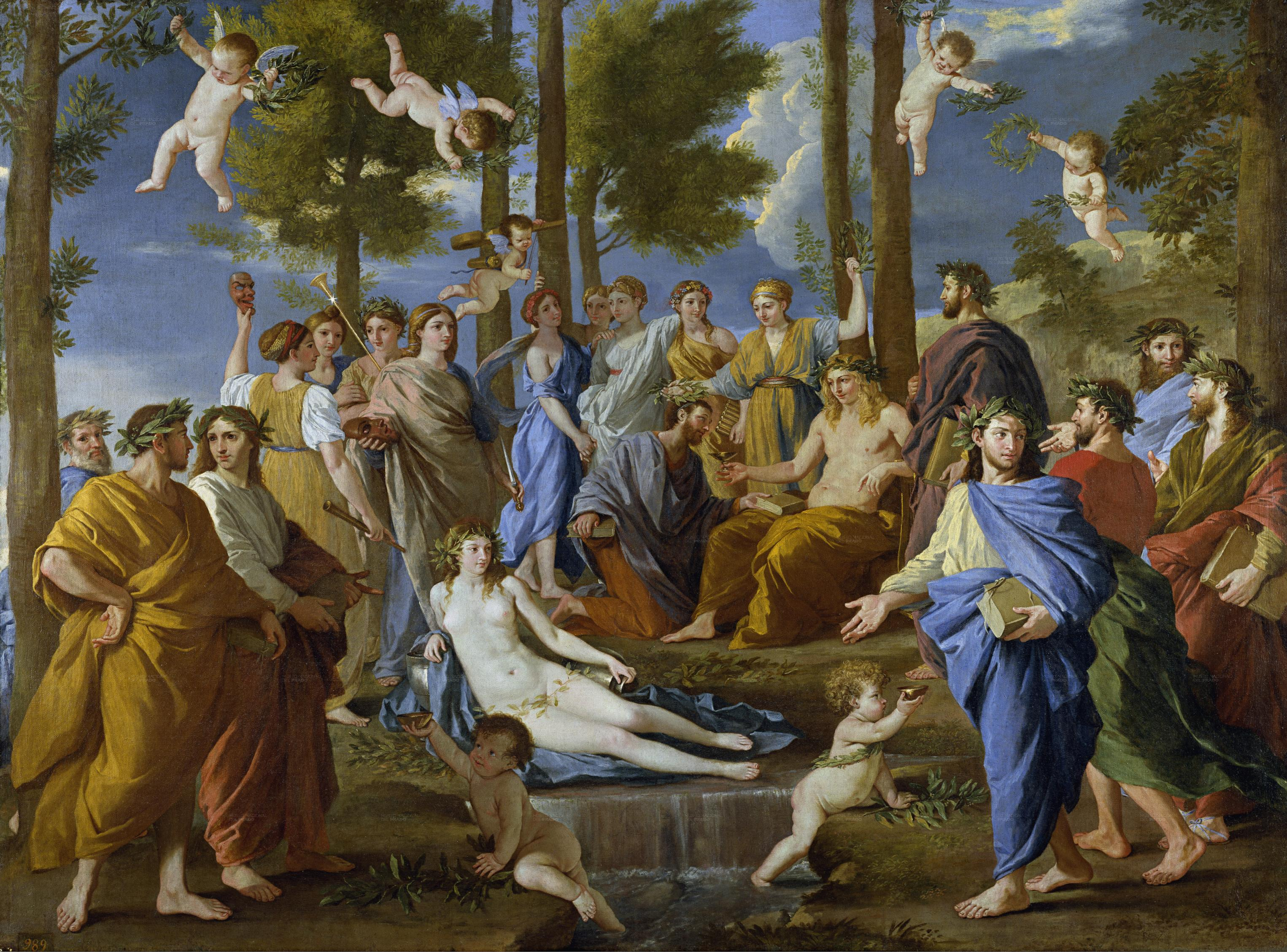
Nicolas Poussin, Parnassus, c. 1630–31
Rembrandt, Artemisia, c. 1634
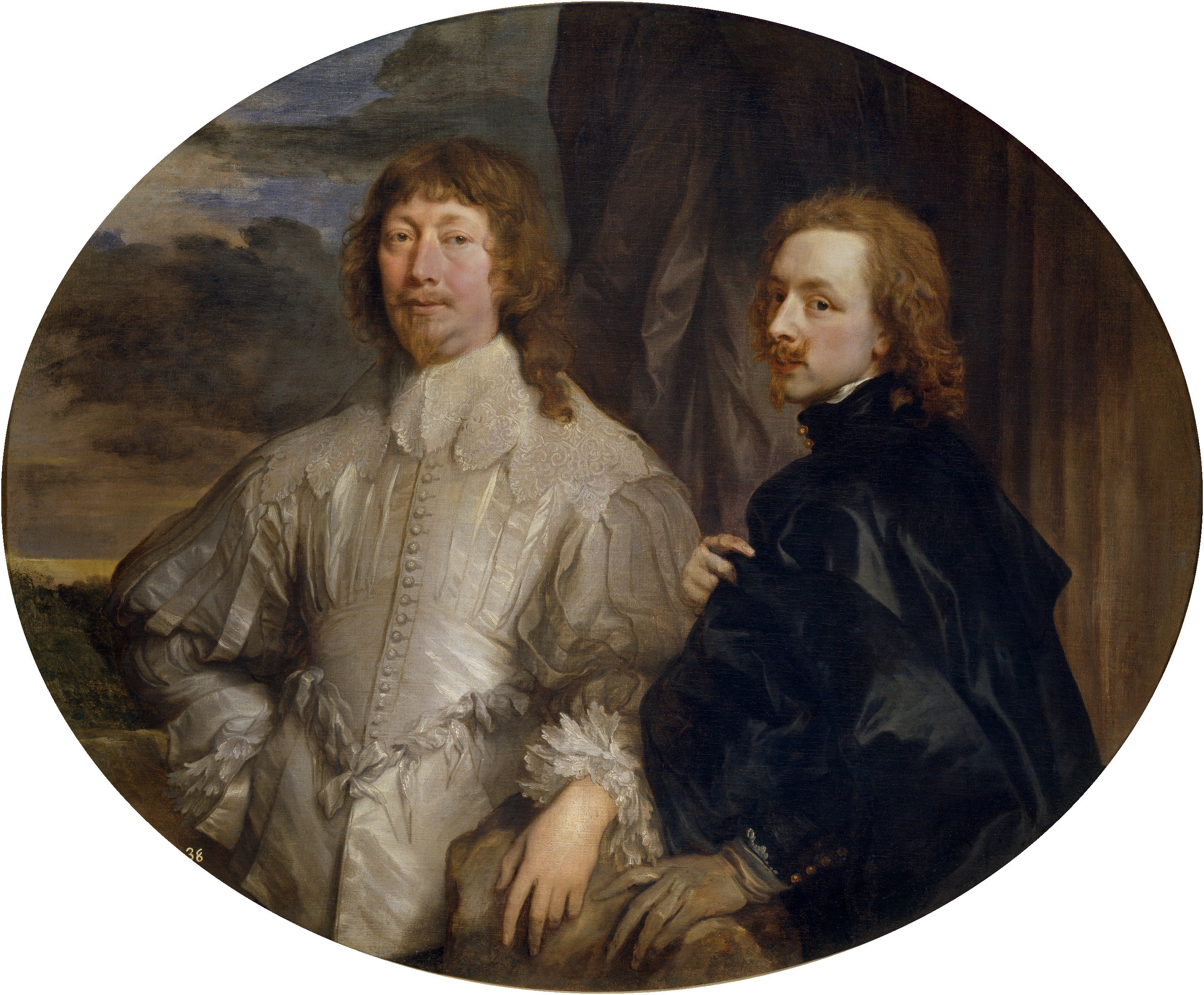
Anthony van Dyck, Self-portrait with Endymion Porter, c. 1635
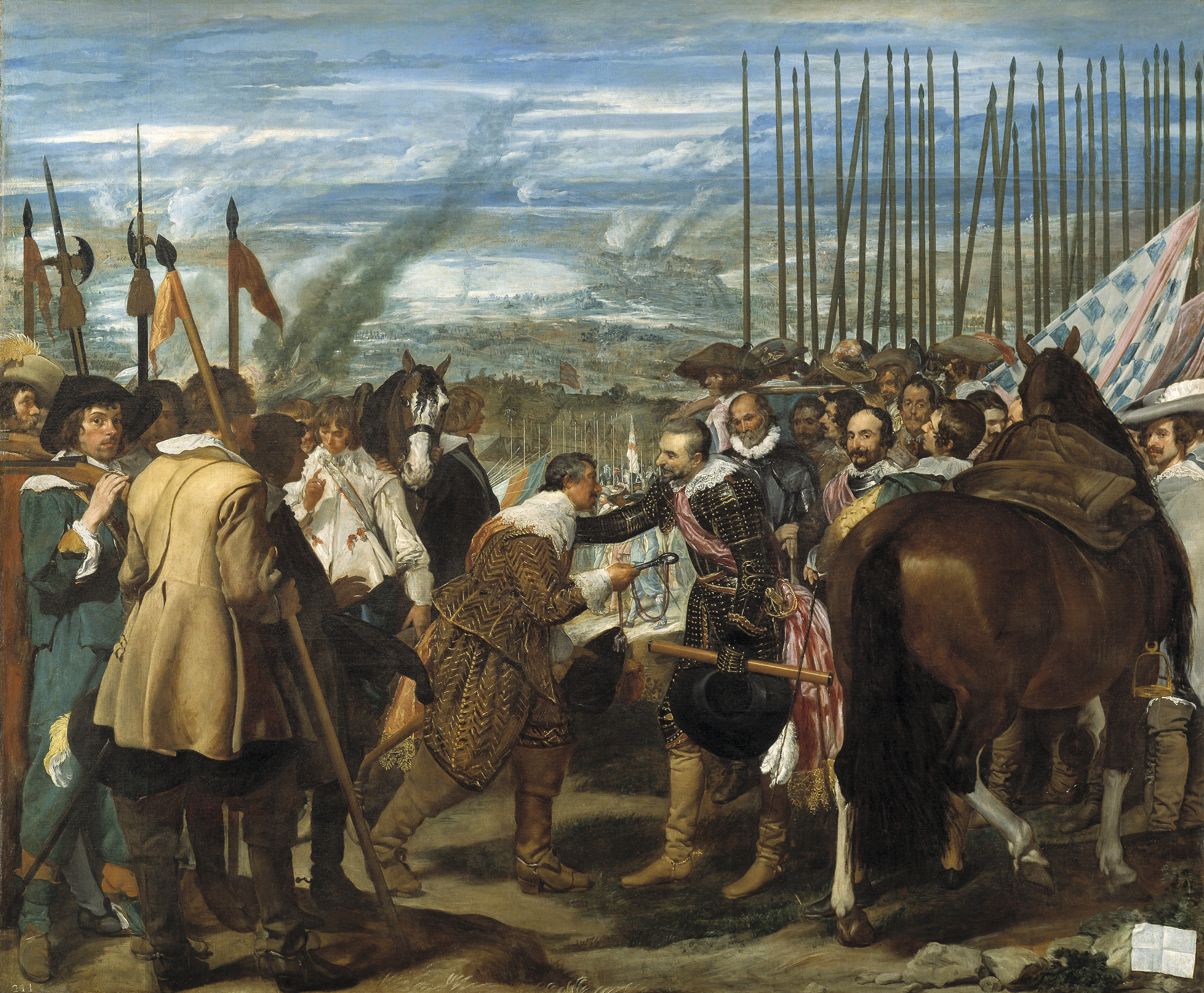
Diego Velázquez, The Surrender of Breda, 1634–35
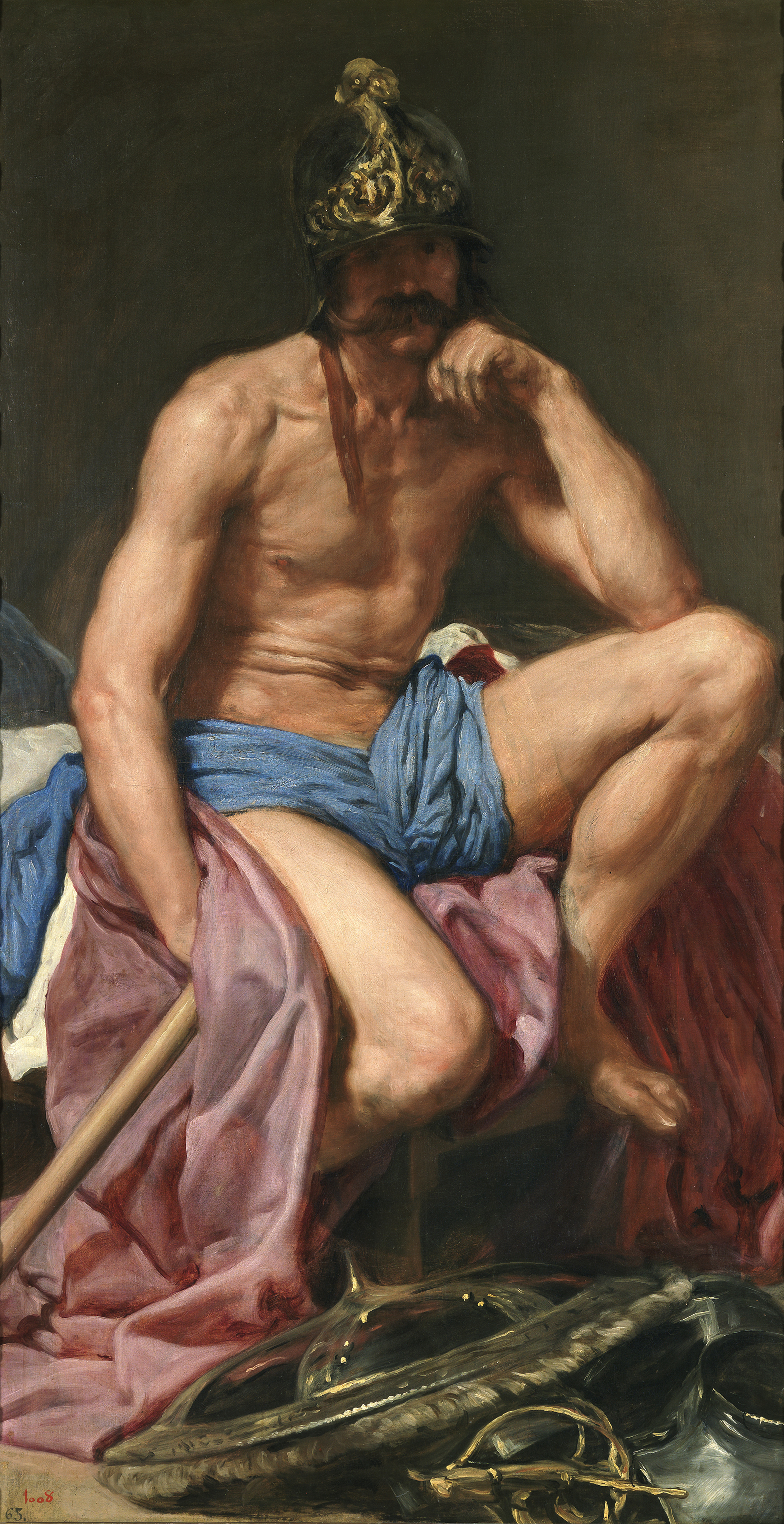
Diego Velázquez, Mars Resting, 1639–1641
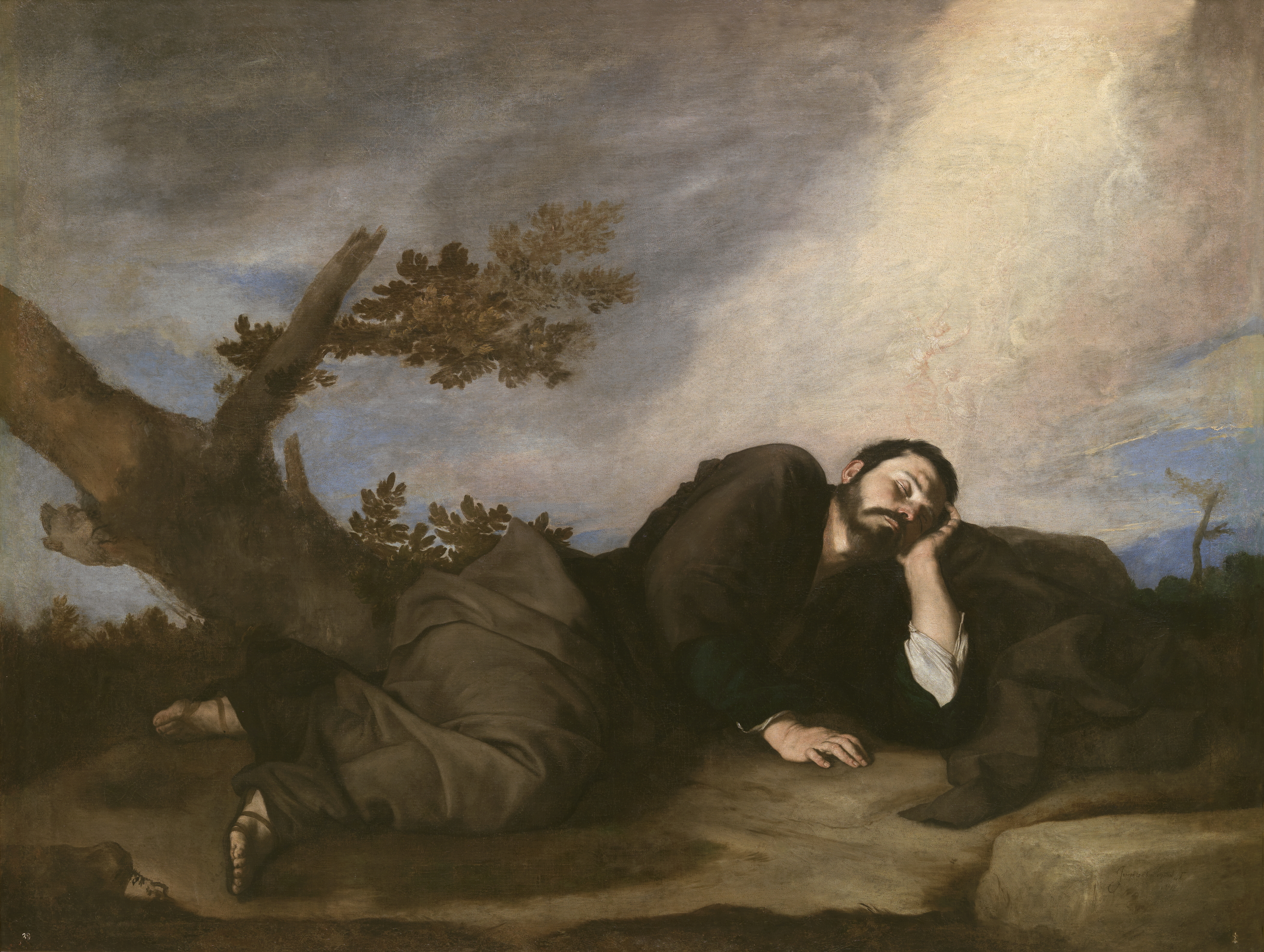
José de Ribera, Jacob's Dream, 1639
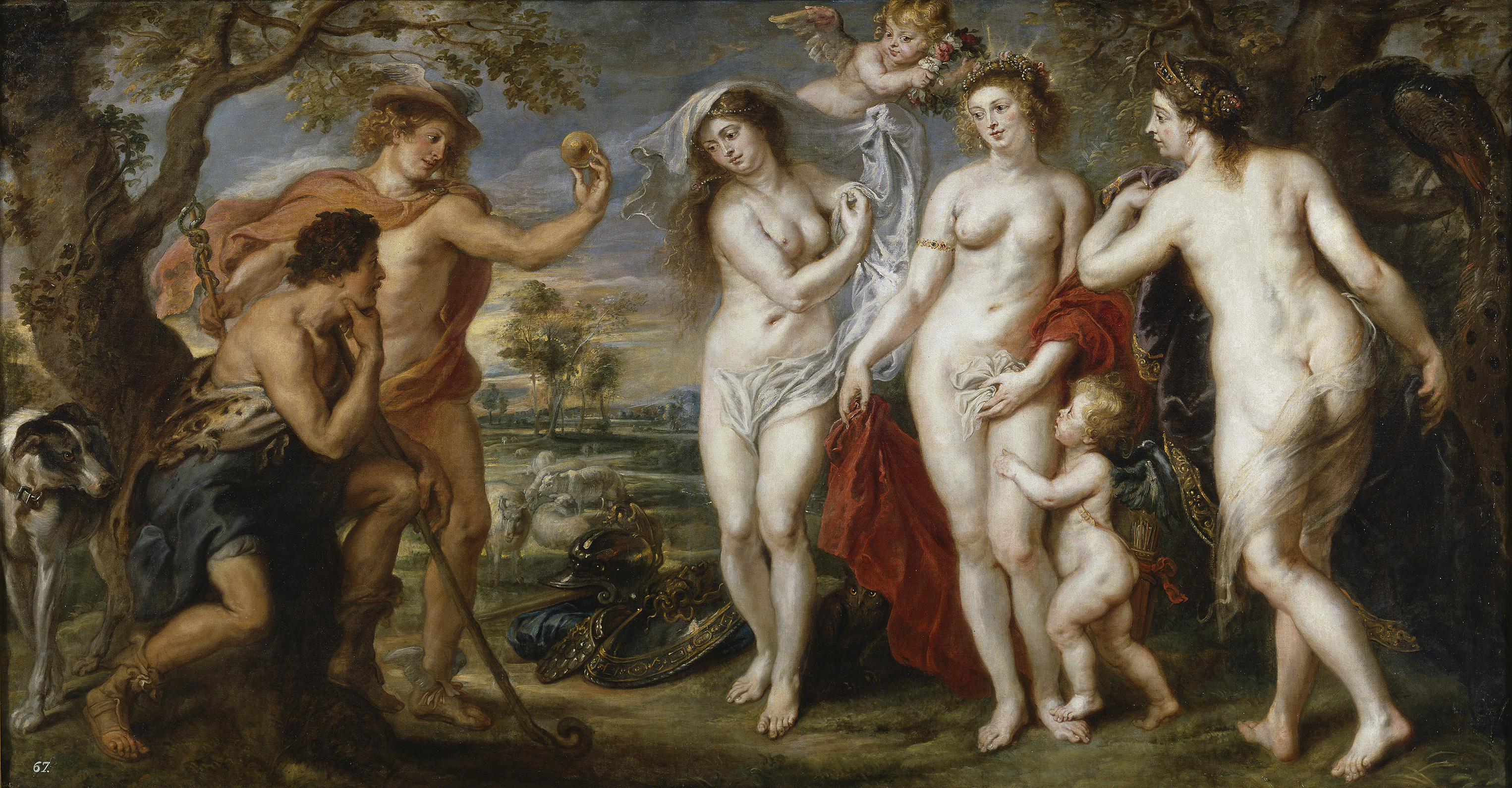
Peter Paul Rubens, The Judgement of Paris, 1638–39
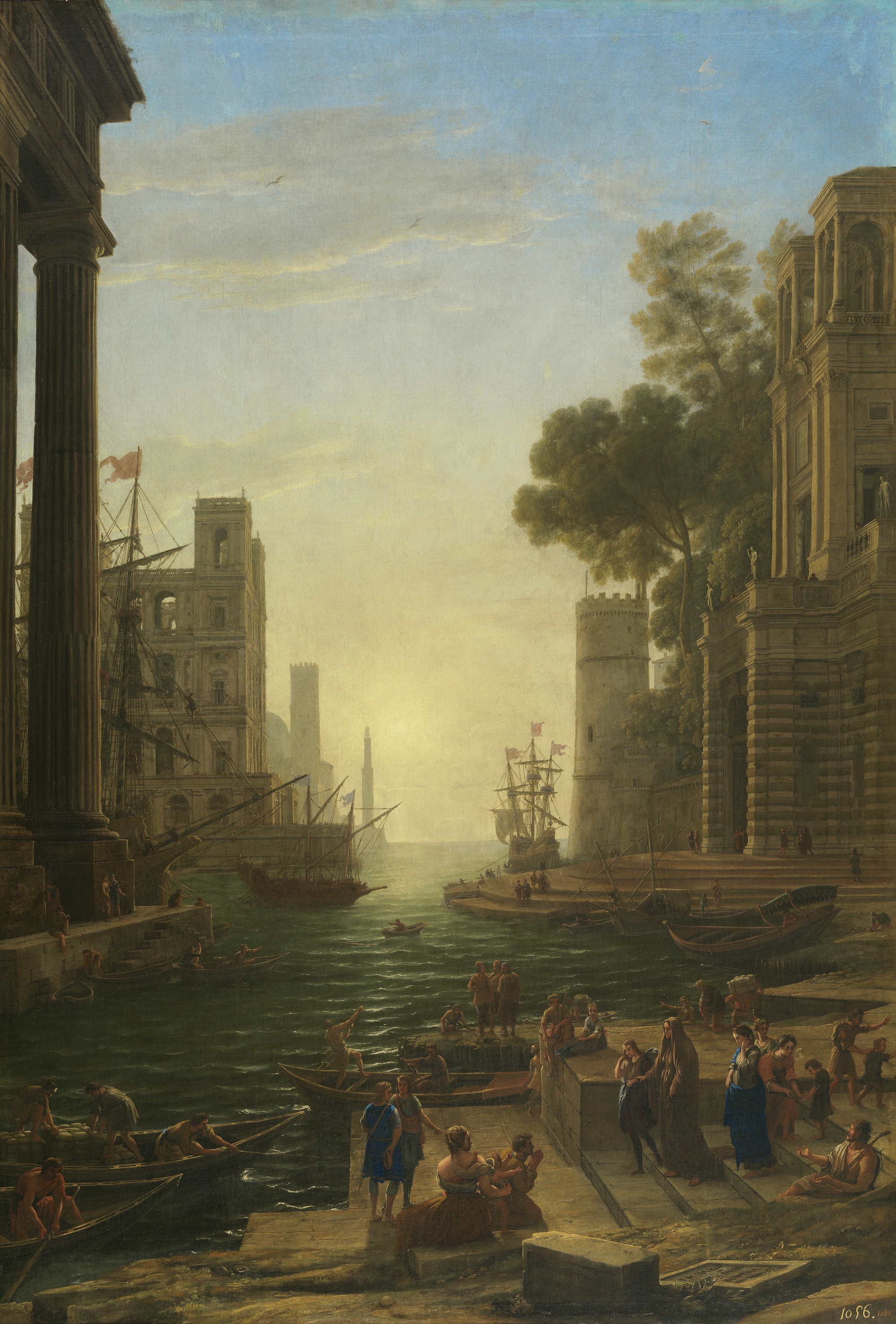
Claude Lorrain El embarque de santa Paula, 1639–40
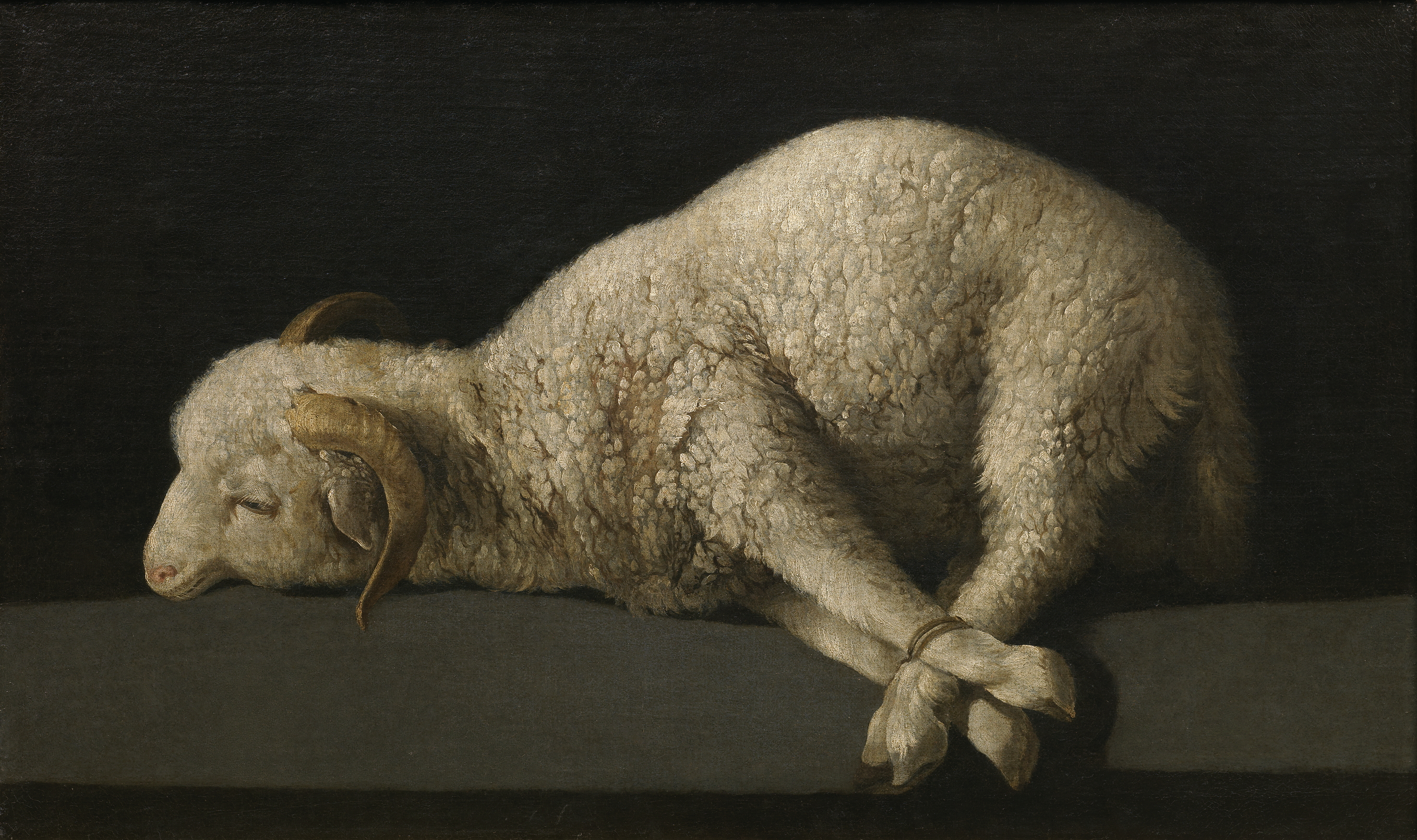
Francisco de Zurbarán, Agnus Dei, 1635–1640
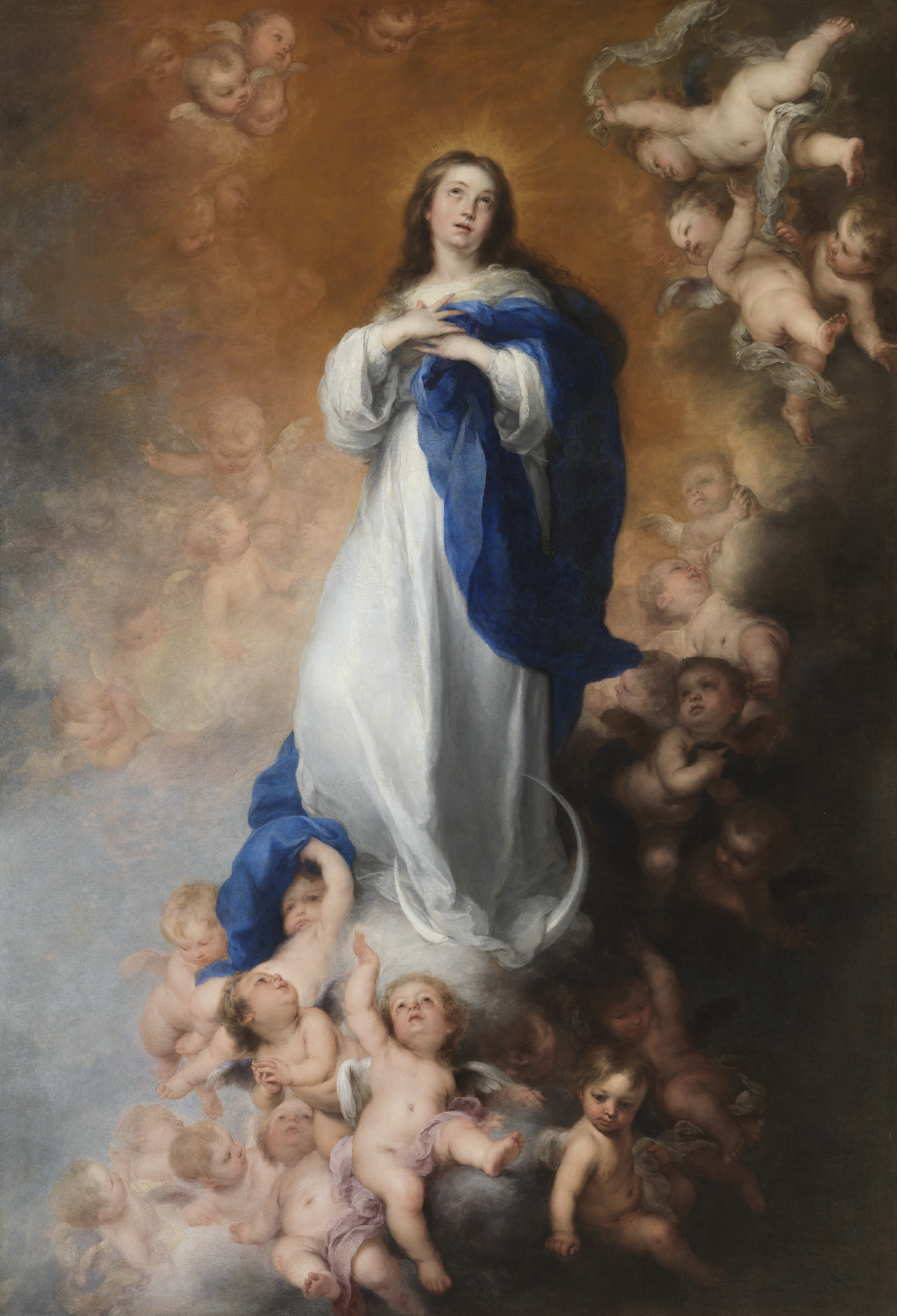
Bartolomé Esteban Murillo, La Inmaculada de Soult, 1678
Giovanni Battista Tiepolo, The Immaculate Conception, 1767
Francisco Goya, The Third of May 1808, 1814
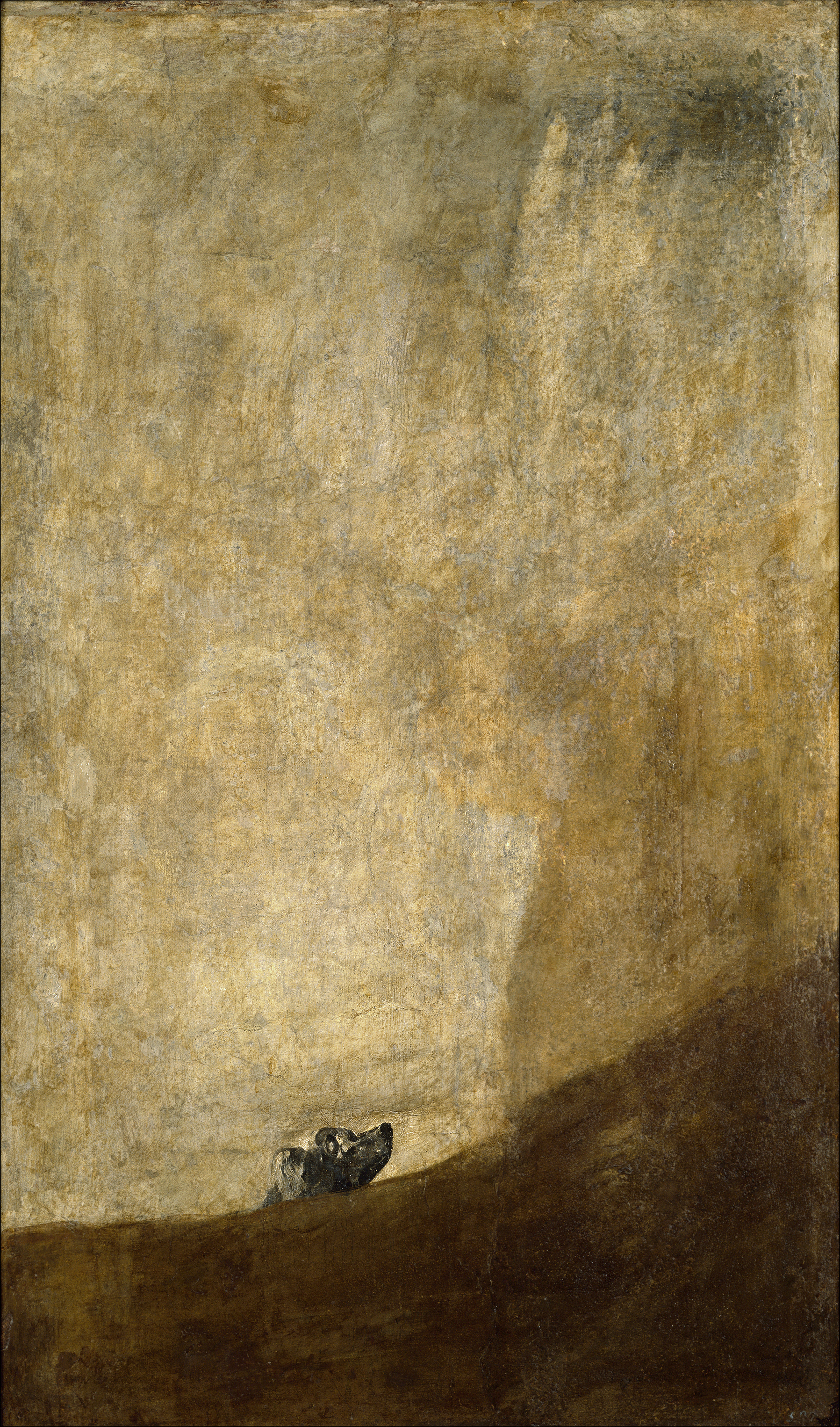
Francisco Goya, The Dog, 1819–1823
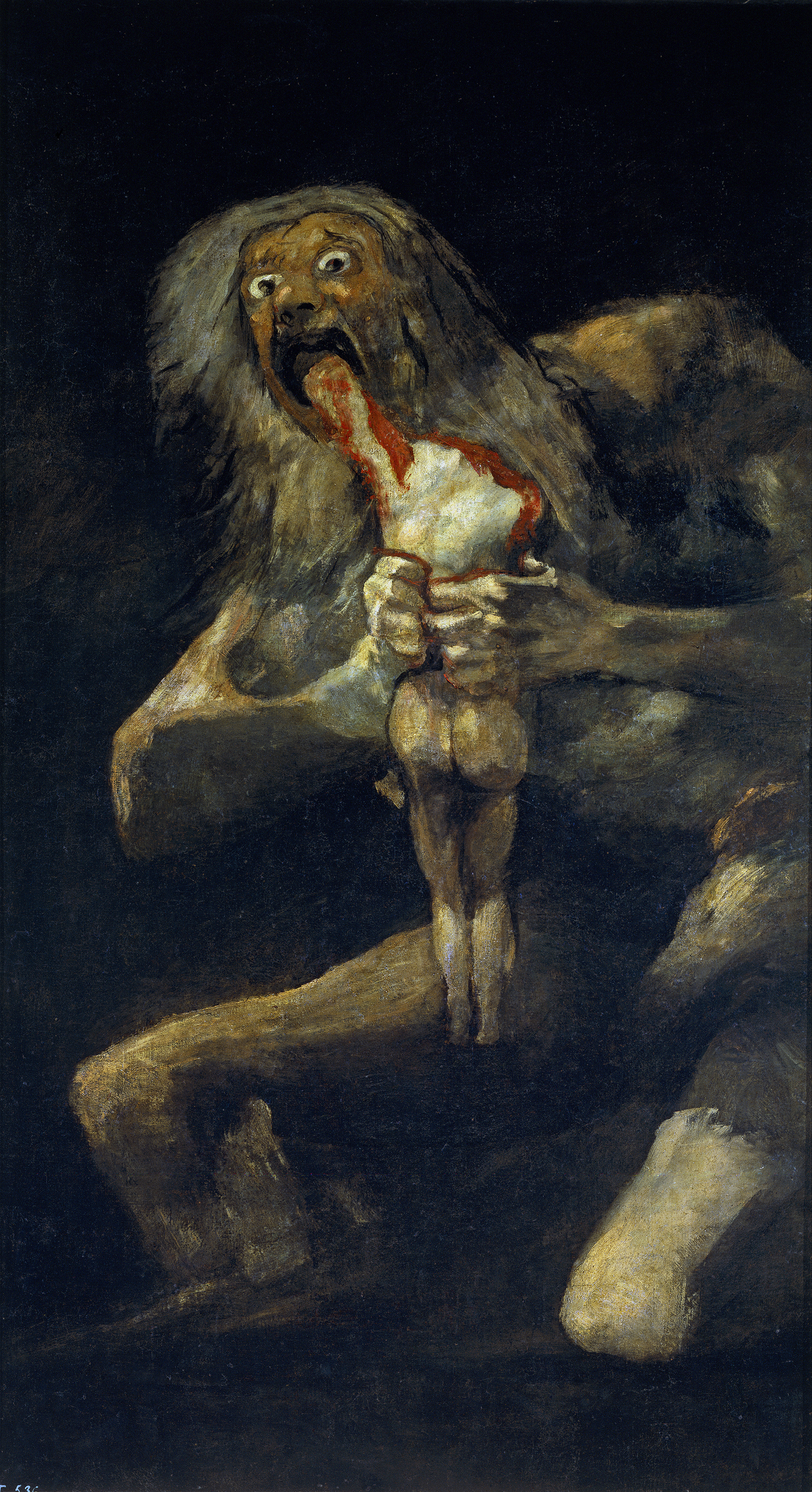
Francisco Goya, Saturn Devouring His Son, 1819–1823
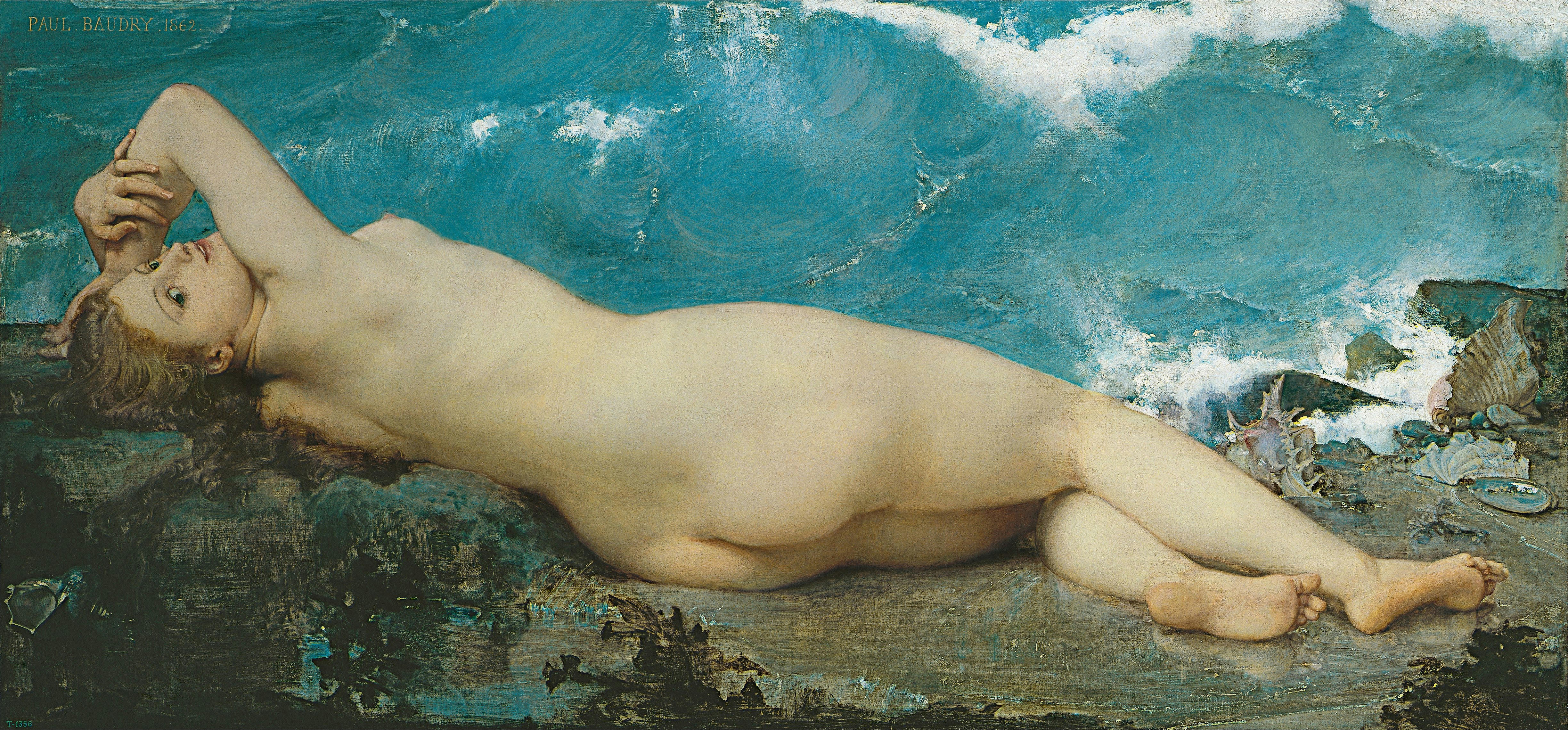
Paul Baudry, The Pearl and the Wave, 1862
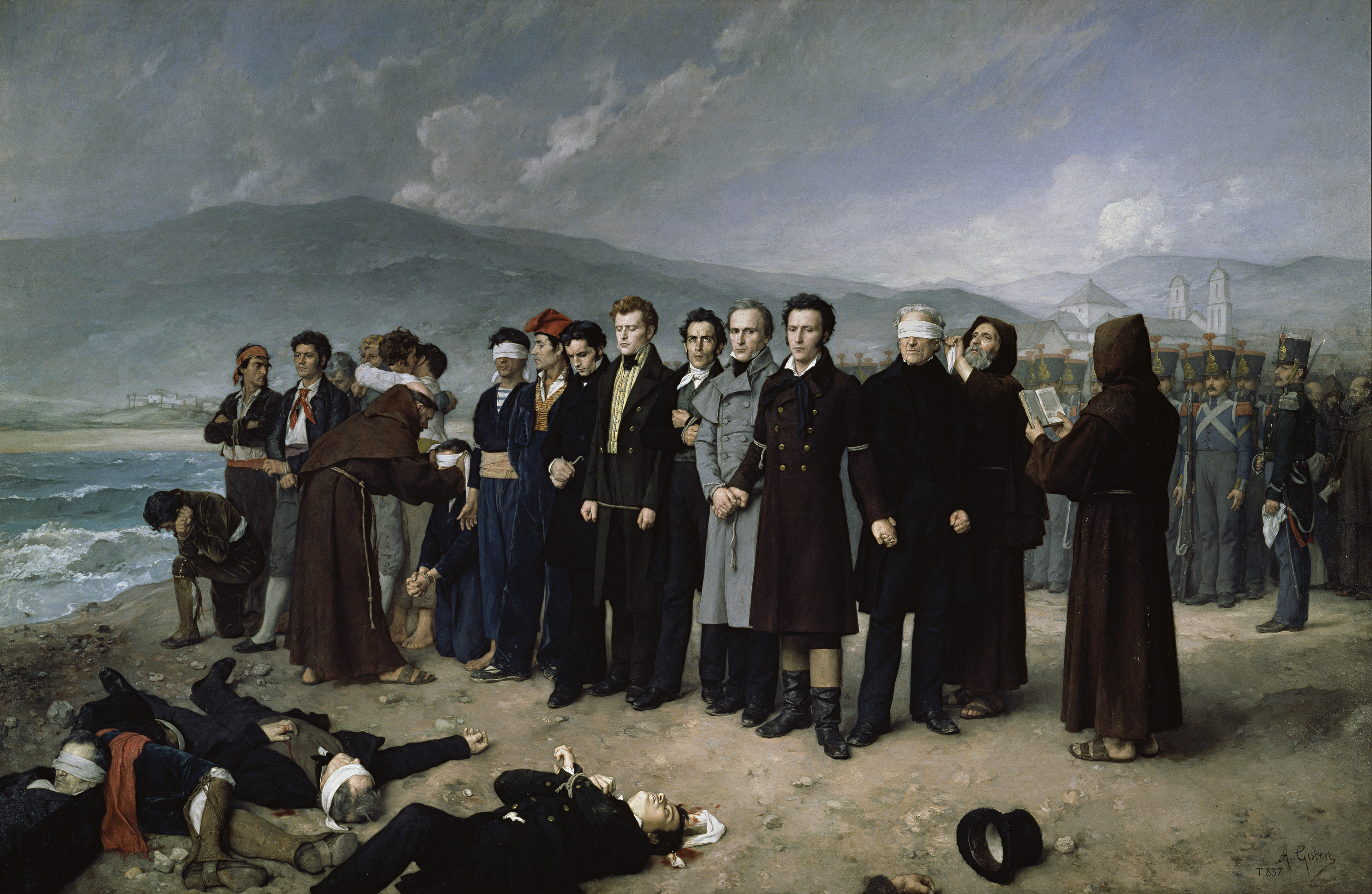
Antonio Gisbert Pérez, Execution of Torrijos and his Companions on the Beach at Málaga, 1882